# Museo nazionale d'arte antica
Il Museo nazionale d'arte antica (in portoghese Museu nacional de arte antiga, in sigla MNAA) è situato a Lisbona. Il MNAA è il più importante museo d'arte del Portogallo per quanto riguarda il periodo compreso tra il XII e il XIX secolo. Le sue collezioni, per un totale di circa 40000 pezzi, comprendono dipinti, sculture, disegni e manufatti di pregio (ad esempio arredi e tessuti) di provenienza europea come anche di origine asiatica (dall'India, dalla Cina, dal Giappone) e africana, a testimonianza delle relazioni culturali e commerciali del Portogallo nell'Età delle scoperte. 

## Storia
Il Museo nazionale di arte antica è situato nei pressi del fiume Tago, nella freguesia di Estrela. Esso occupa il Palácio de Alvor-Pombal (anche noto come Palácio das Janelas Verdes), residenza costruita sul finire del XVII secolo da Francisco de Távora, I conte di Alvor, passata, in seguito all'affare Távora al fratello del marchese di Pombal, Paulo António de Carvalho e Mendonça. Nel 1879 il palazzo venne affittato, poi acquistato a titolo definitivo dallo Stato portoghese, con l'intento di installarvi il Museo nazionale di belle arti e archeologia, il quale venne inaugurato ufficialmente l'11 maggio 1884. Il suo primo direttore fu José de Figueiredo. Il palazzo Alvor-Pombal confinava con il vecchio convento di Sant'Alberto, chiuso alla fine del XIX secolo e successivamente demolito. L'area occupata del convento venne utilizzata per edificare l'ala occidentale del museo. Del convento rimane la seicentesca cappella decorata con talha dourada, dipinti e azulejos, un bellissimo esempio dell'arte e dell'architettura barocca portoghese, che è incorporata nello spazio espositivo del museo.
Le origini del museo risalgono al 1834, quando, in seguito all'eversione dell'asse ecclesiastico, si procedette alla raccolta e alla sistematica catalogazione dei dipinti e dei manufatti di oreficeria appartenenti agli enti religiosi (alcuni oggetti, come le sculture religiose e gli arredi furono inizialmente esclusi da tale procedimento). I beni così selezionati, la cui proprietà passò allo Stato portoghese, furono affidati all'Academia Nacional de Belas-Artes di Lisbona, insediata nel Convento de São Francisco da Cidade e all'Academia Portuense de Belas Artes di Oporto, entrambe fondate nel 1836. A questi enti competeva la creazione e la gestione dei musei e delle gallerie di belle arti, aventi funzioni didattiche per gli studenti delle accademie e di educazione del pubblico in generale. 
Solamente nel 1868 si concretizzò, su iniziativa di Francisco de Borja de Sousa Holstein, I marchese de Sousa Holstein, vice-ispettore dell'Academia Real de Belas-Artes dal 1862, l'inaugurazione della Galleria nazionale di pittura dell'accademia, comprendente 366 dipinti (comprendenti opere raccolte e catalogate 35 anni prima, come anche opere acquistate all'asta appartenute alla regina Carlotta Gioacchina di Borbone-Spagna e opere acquistate da Ferdinando II del Portogallo sul mercato d'arte nazionale). Tale galleria può essere considerata un'antesignana del museo nazionale d'arte antica, ed era situata nel Convento de São Francisco da Cidade nella freguesia di Mártires. 
Fu tuttavia l'esposizione tenutasi nel 1881 a Londra presso il South Kensington Museum (odierno Victoria and Albert Museum) avente quale oggetto l'arte portoghese e spagnola, poi trasferita a Lisbona nel 1882, che diede un impulso determinante all'inaugurazione del museo nazionale d'arte antica. Il successo dell'esposizione temporanea, inaugurata il 12 gennaio 1882 presso il Palácio de Alvor-Pombal convinse le autorità ad autorizzare la creazione di un'istituzione avente carattere permanente, concretizzatasi con l'inaugurazione del Museu Nacional de Belas-Artes e Arqueologia nel 1884.
In seguito alla Rivoluzione del 5 ottobre 1910, che determinò l'abbattimento della monarchia portoghese e l'inizio della prima repubblica, il museo fu oggetto di riforme. Nel 1911 le sue collezioni vennero riorganizzate e le opere successive al 1850 andarono a costituire il nucleo iniziale delle collezioni del Museo Nazionale di Arte Contemporanea, istituito il 26 maggio 1911 e ospitato presso l'antico Convento de São Francisco da Cidade al Chiado.

## Collezione
Il museo contiene la più vasta collezione di pittura portoghese, come anche un raccolta significativa di altre scuole pittoriche europee. Una parte consistente della collezione è a tema sacro, in considerazione della provenienza delle opere d'arte, in gran parte appartenute a ordini religiosi ed esposte originariamente in monasteri e conventi. Tali opere vennero acquisite dallo Stato in seguito alla soppressione degli ordini religiosi del 1834. Altre opere a soggetto sacro vennero aggiunte alle collezioni in seguito agli ulteriori espropri concretizzatisi in seguito all'approvazione della legge del 1911 che sanciva la separazione tra lo Stato e la Chiesa. Oltre alle opere pittoriche il museo ospita sculture, oggetti di oreficeria (tra cui spiccano l'ostensorio di Belém e l'ostensorio di Bemposta), ceramiche e altri oggetti di pregio che restituiscono un quadro completo dell'arte portoghese ed europea dal medioevo sino alla prima metà del XIX secolo. La collezione comprende inoltre un nucleo consistente di manufatti orientali e africani, caratterizzati da influenze europee, prodotti realizzati da maestranze locali (come nel caso dell'arte nanban giapponese) per essere venduti sui mercati esteri. 
La collezione è composta da circa 2200 dipinti di origine portoghese ed europea e 3200 pezzi di oreficeria portoghese, francese ed europea, che spaziano dal XII al XIX secolo. Vi sono inoltre circa 1700 elementi di arredo, portoghesi, europei e asiatici; circa 7500 porcellane e ceramiche; circa 4500 manufatti tessili (i quali per le loro caratteristiche materiali sono tuttavia esposti a rotazione per garantire la loro preservazione ottimale).

## Opere

### Arte europea

#### Scuola spagnola e portoghese

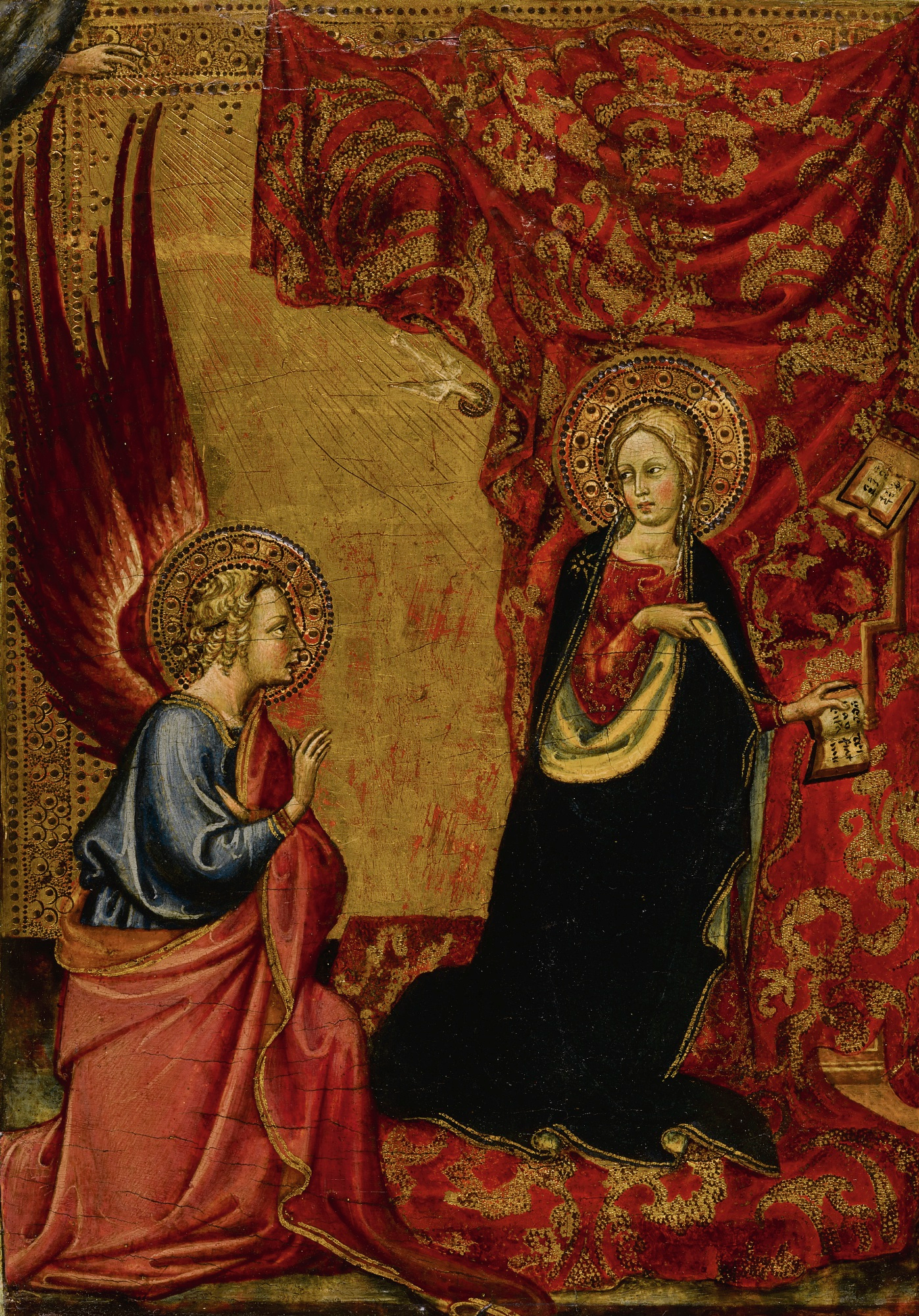
Álvaro Pires de Évora, Annunciazione, 1430-1434 circa
Nuno Gonçalves, Polittico di São Vicente de Fora, 1445-1480
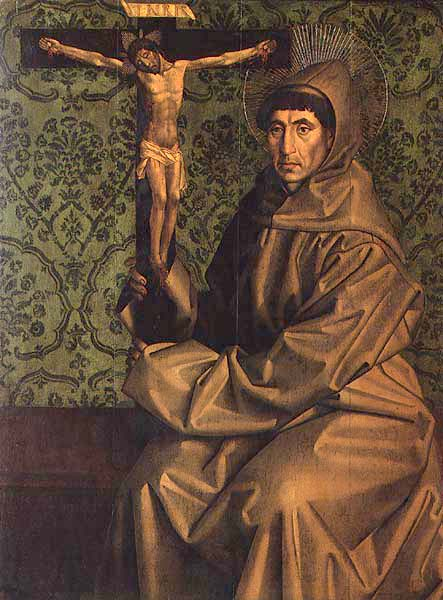
Nuno Gonçalves (attr.), Santo con un crocifisso
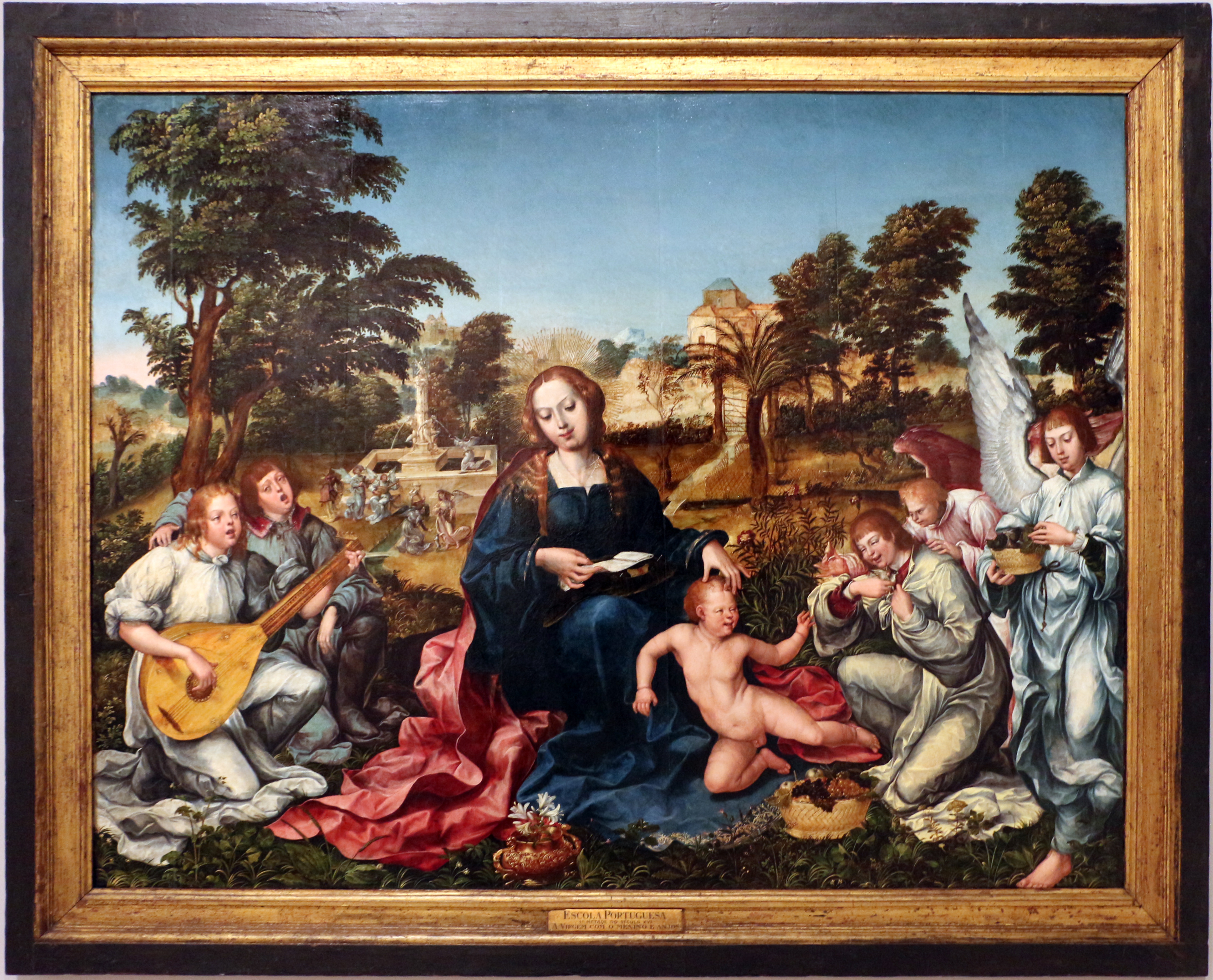
Gregório Lopes, Madonna col Bambino e angeli, 1536-1539 circa
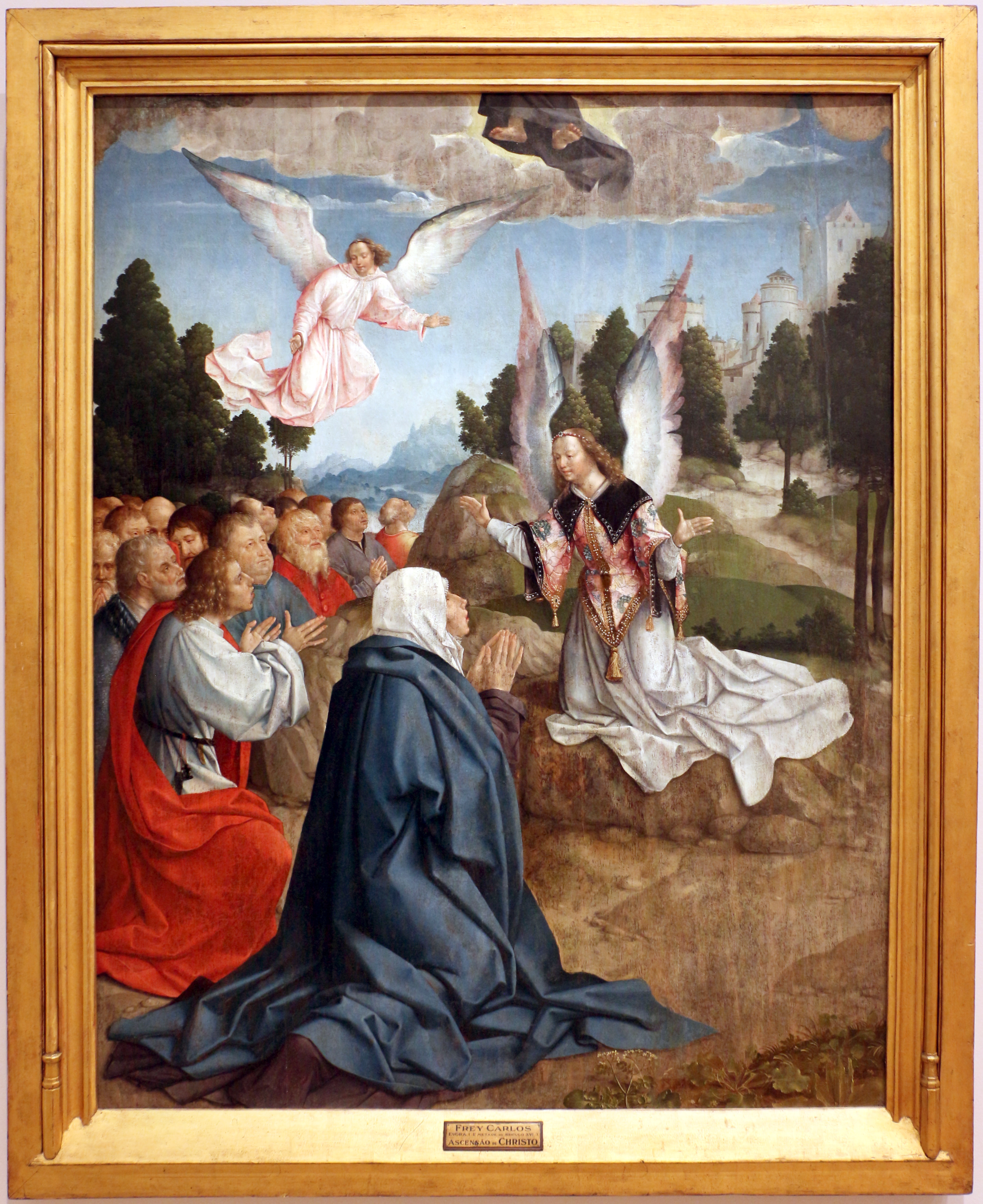
Frei Carlos, Ascensione, 1520-1530 circa
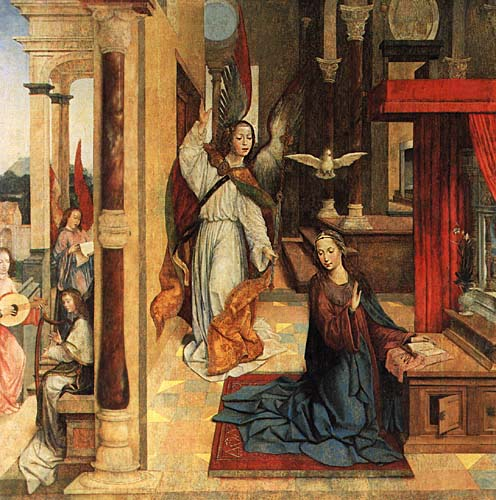
Frei Carlos, Annunciazione, 1523
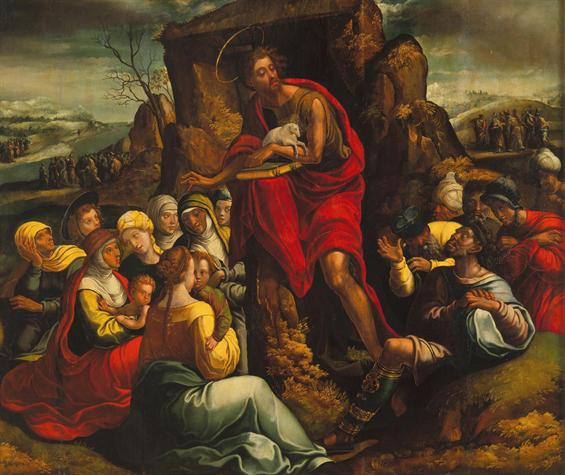
Diogo de Contreiras, Predica di san Giovanni Battista, 1554 circa
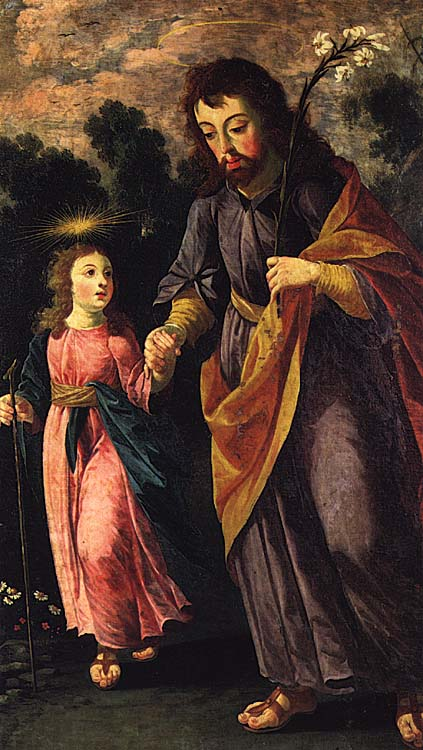
Josefa de Óbidos, San Giuseppe col Bambino, 1670 circa
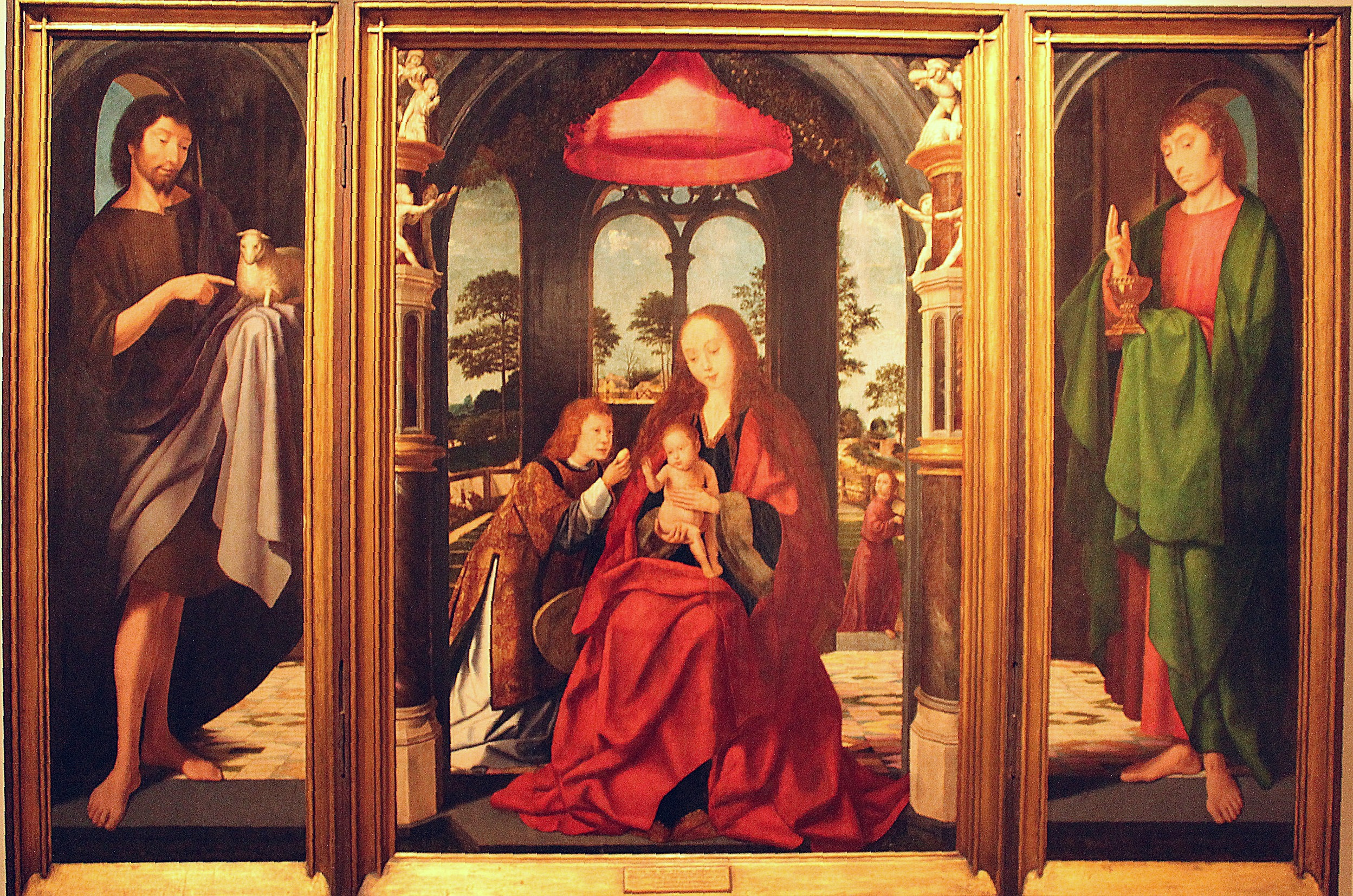
Maestro del trittico Morrison, Trittico della Madonna col Bambino e angeli tra i santi Giovanni Battista e Giovanni Evangelista, 1500-1510 circa
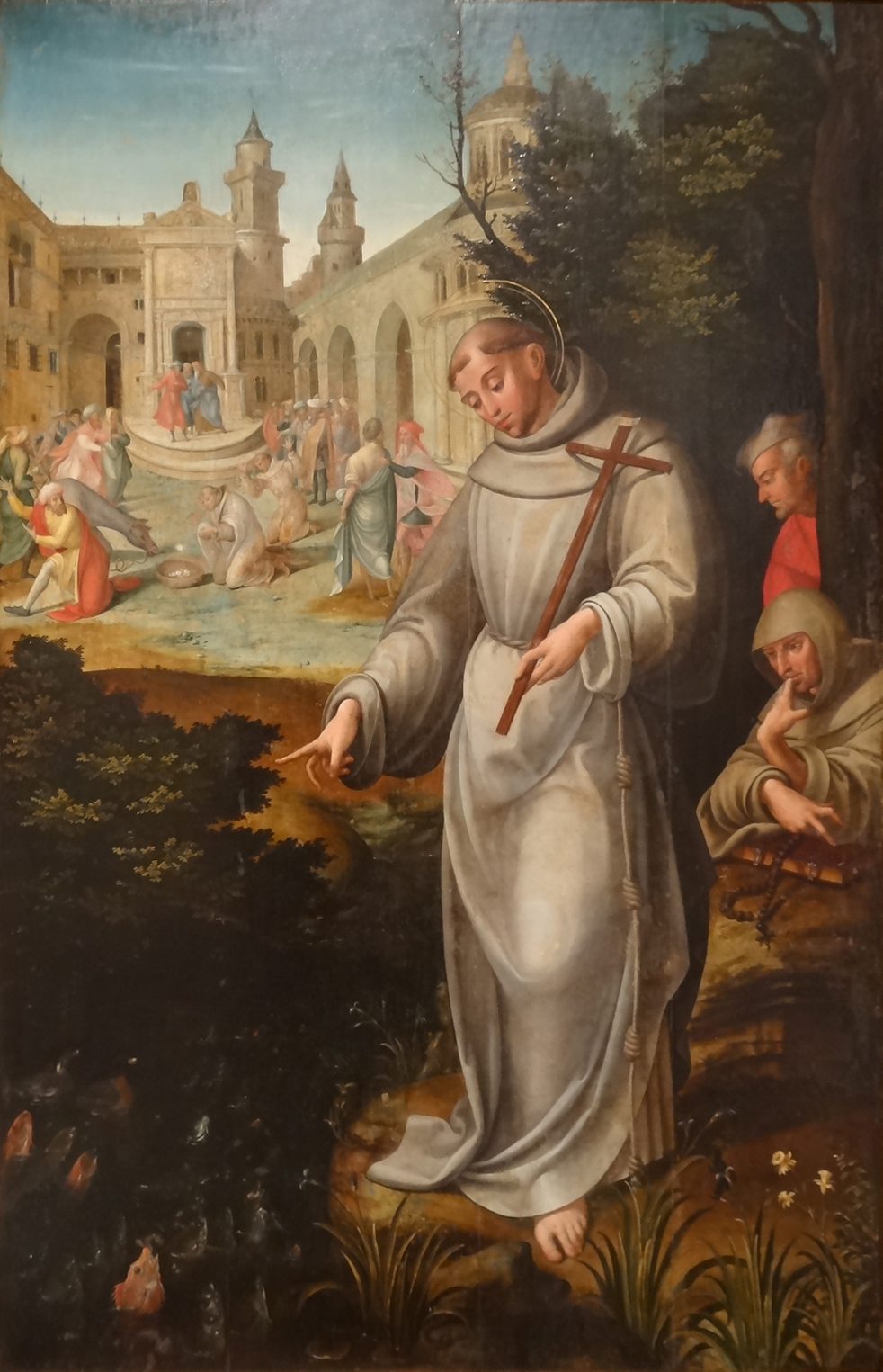
Garcia Fernandes, Predica di sant'Antonio ai pesci, 1535-1540 circa
Cristóvão de Morais, Ritratto del Re D. Sebastiano, 1571-74
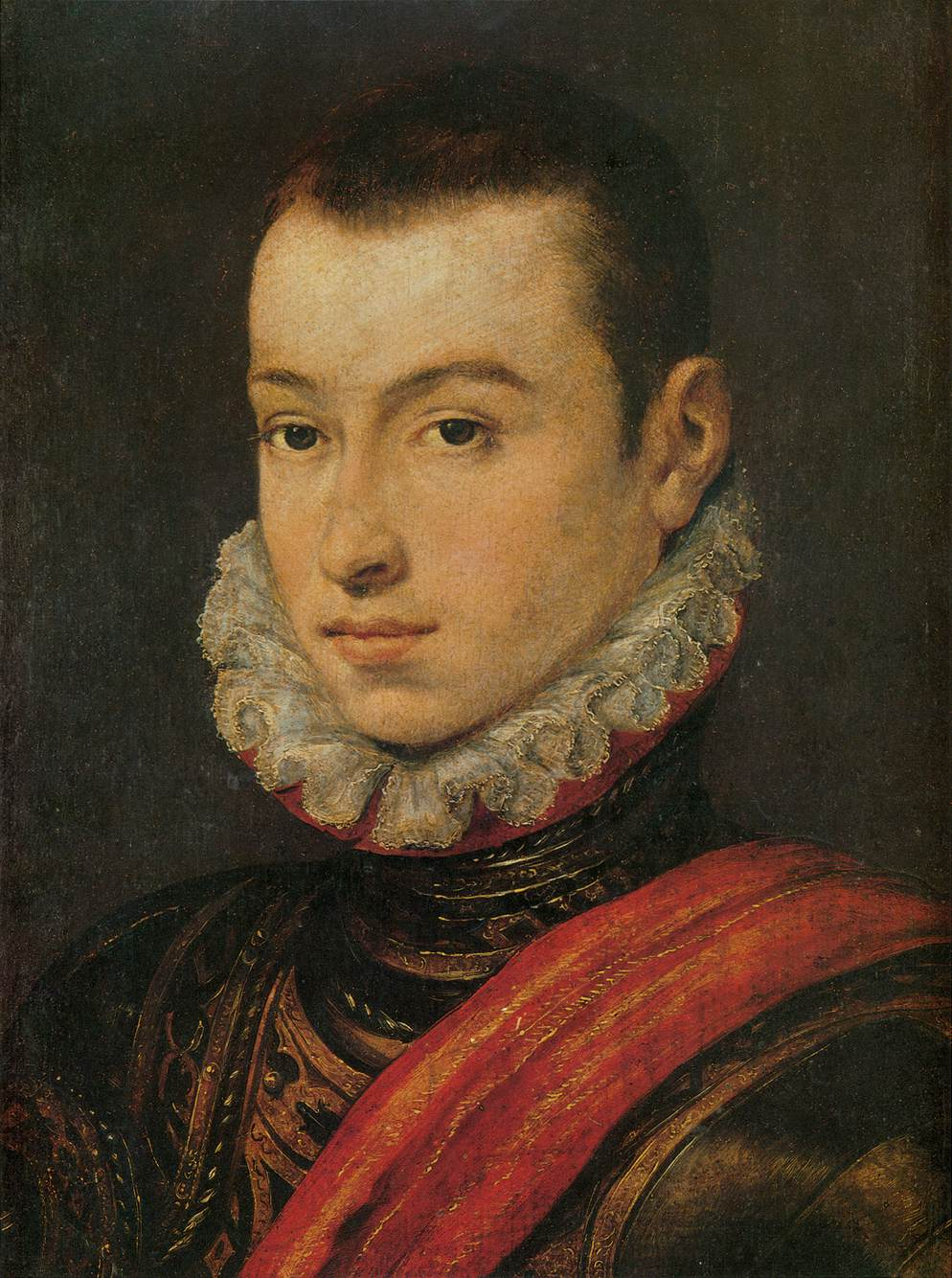
Ritratto di giovane nobile, ritenuto essere Edoardo del Portogallo, V duca di Guimarães. Attribuito a Alonso Sánchez Coello o a Cristóvão Lopes

#### Scuola tedesca

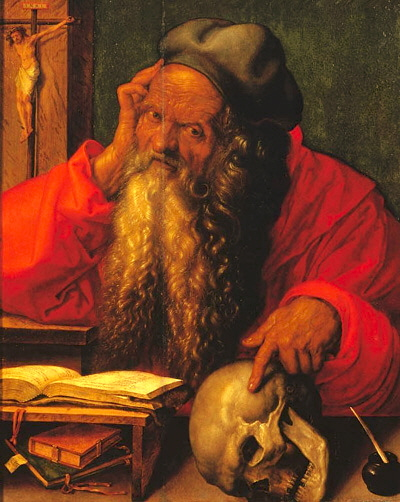
Albrecht Dürer, San Girolamo nello studio
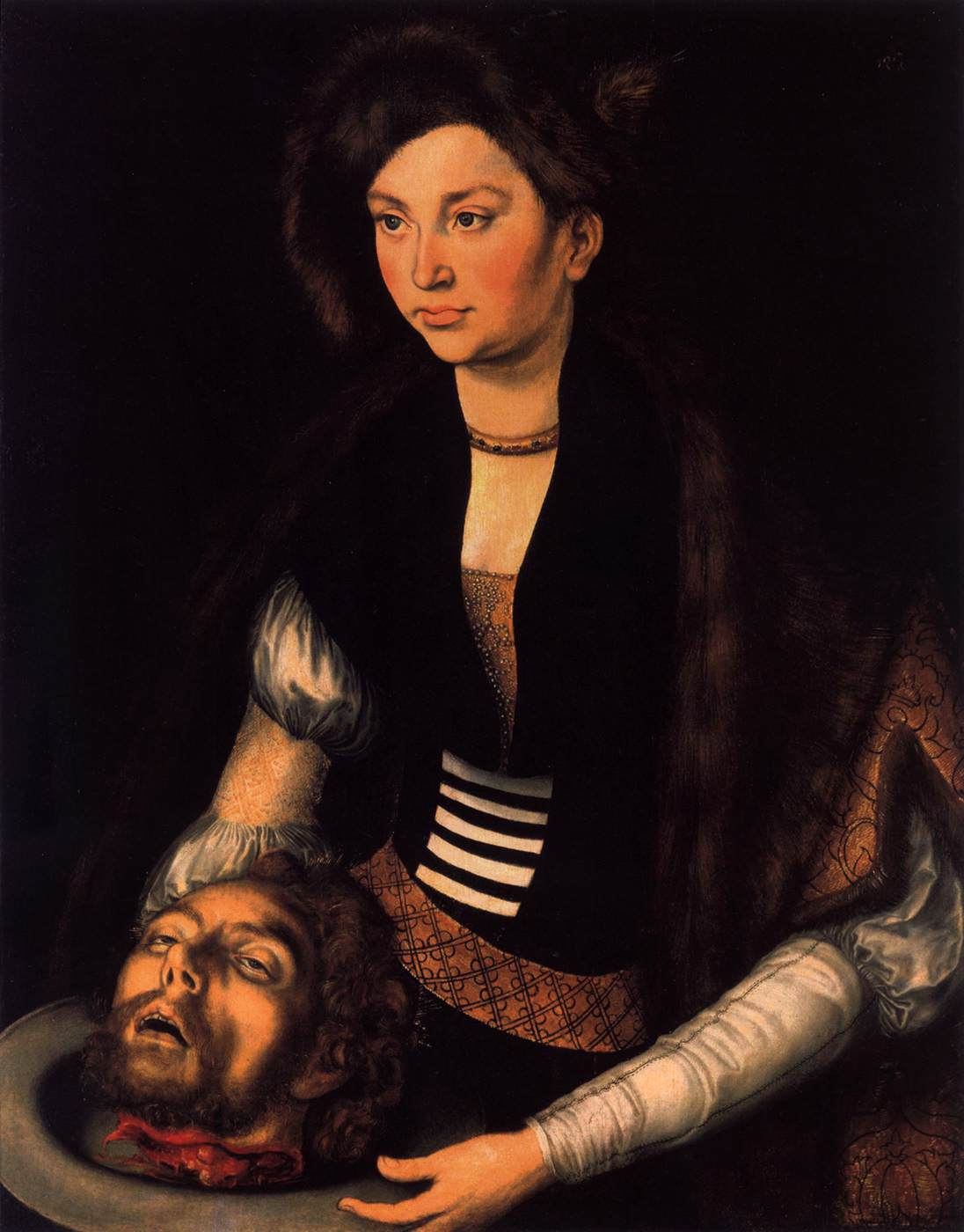
Lucas Cranach il Vecchio, Salomè, 1530 circa

#### Scuola italiana

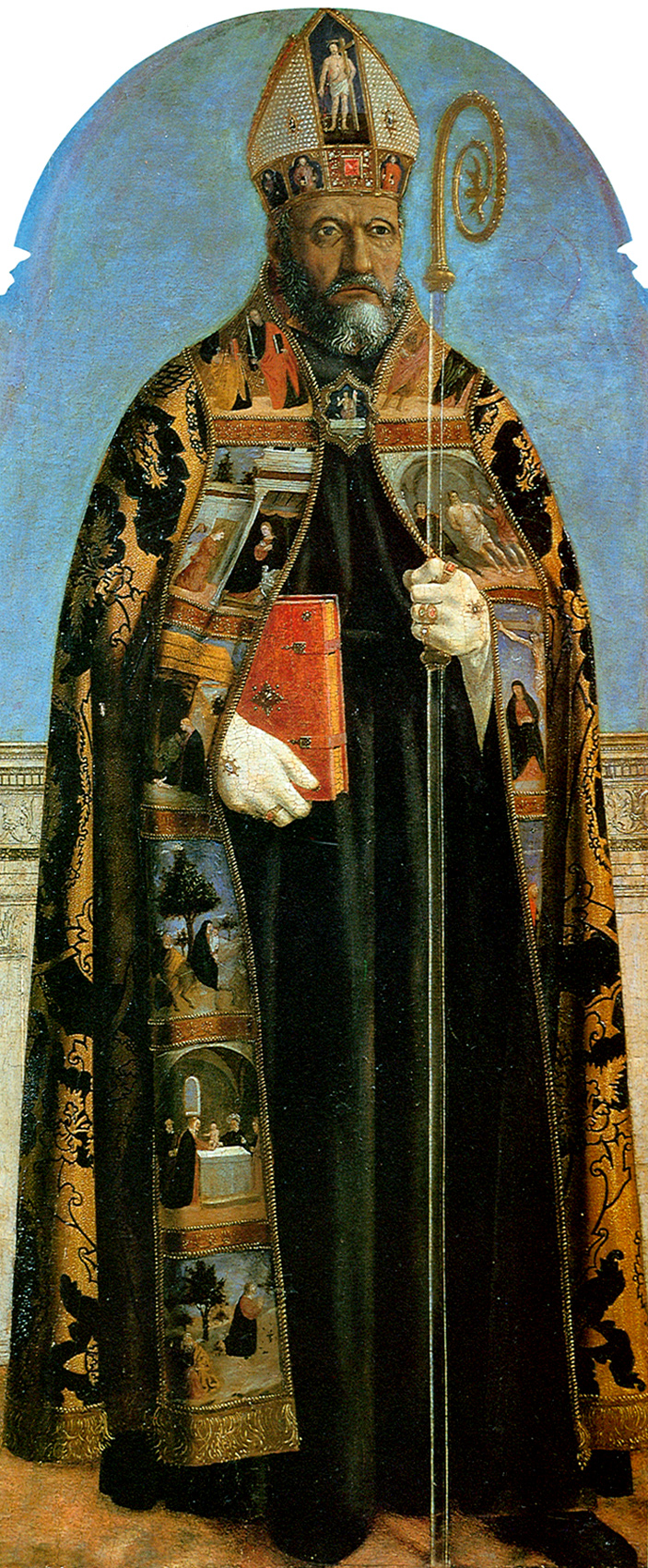
Piero della Francesca, Sant'Agostino, 1454-1469
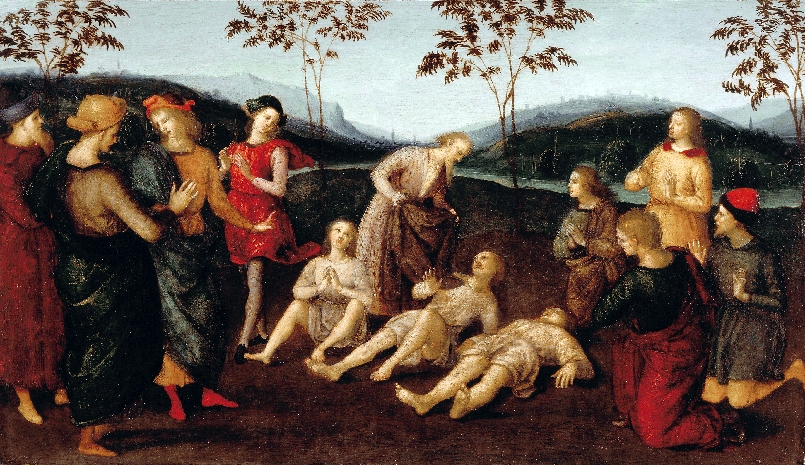
Raffaello Sanzio, San Girolamo resuscita tre morti, 1502-1503
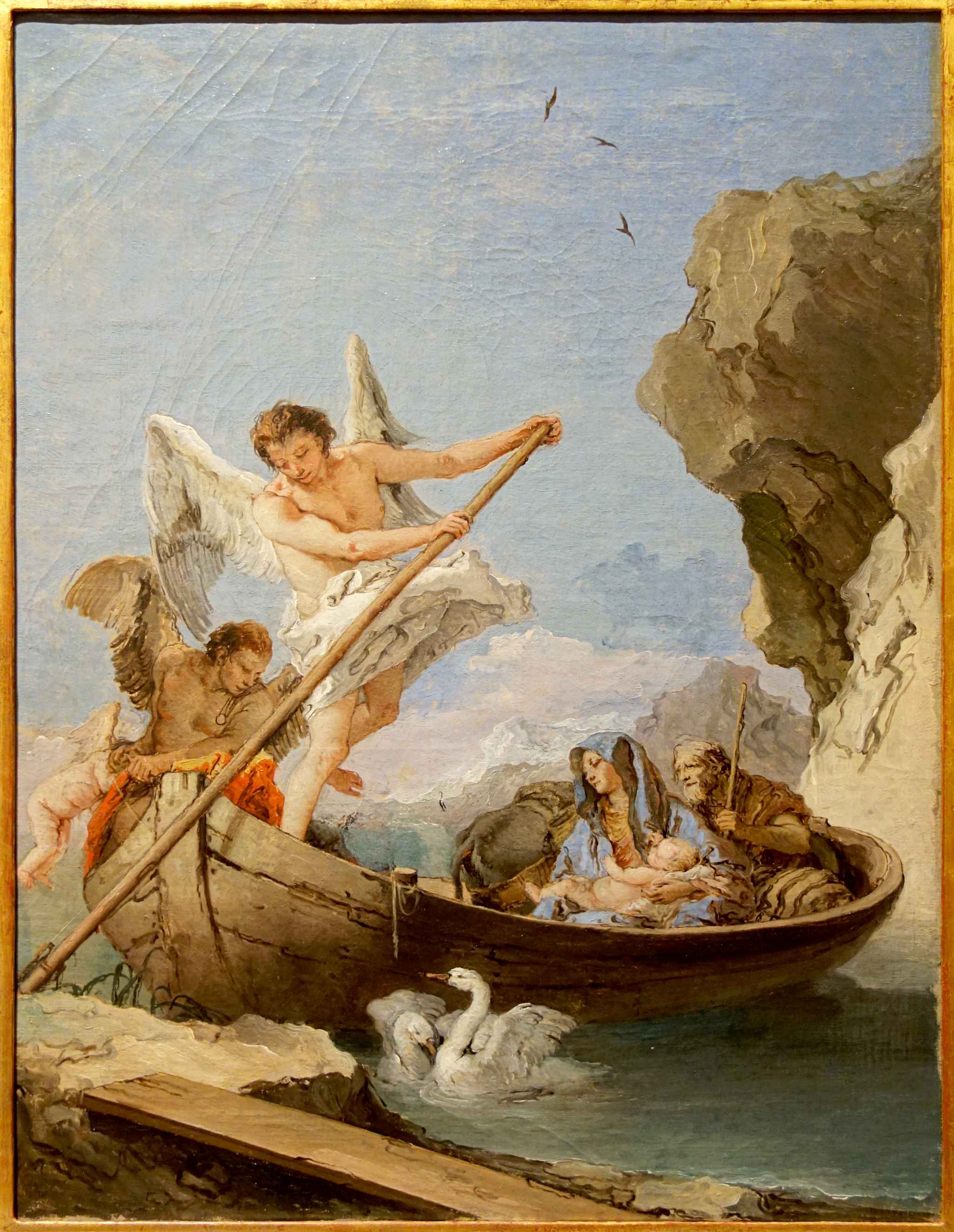
Giovanni Battista Tiepolo, Fuga in Egitto in barca, 1765-1770
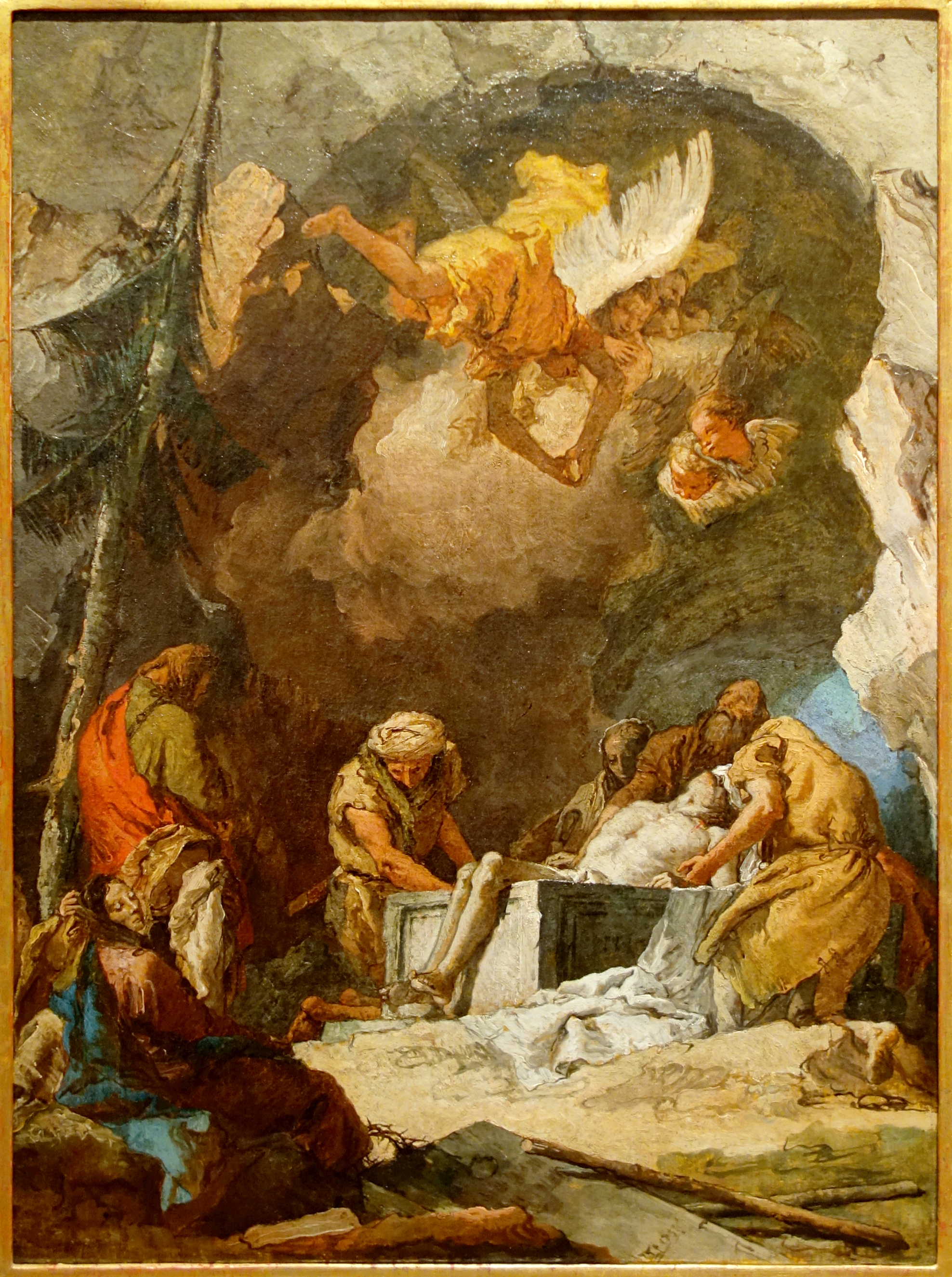
Giambattista Tiepolo, Deposizione del corpo di Cristo nel sepolcro, 1769-1770

#### Scuola fiamminga

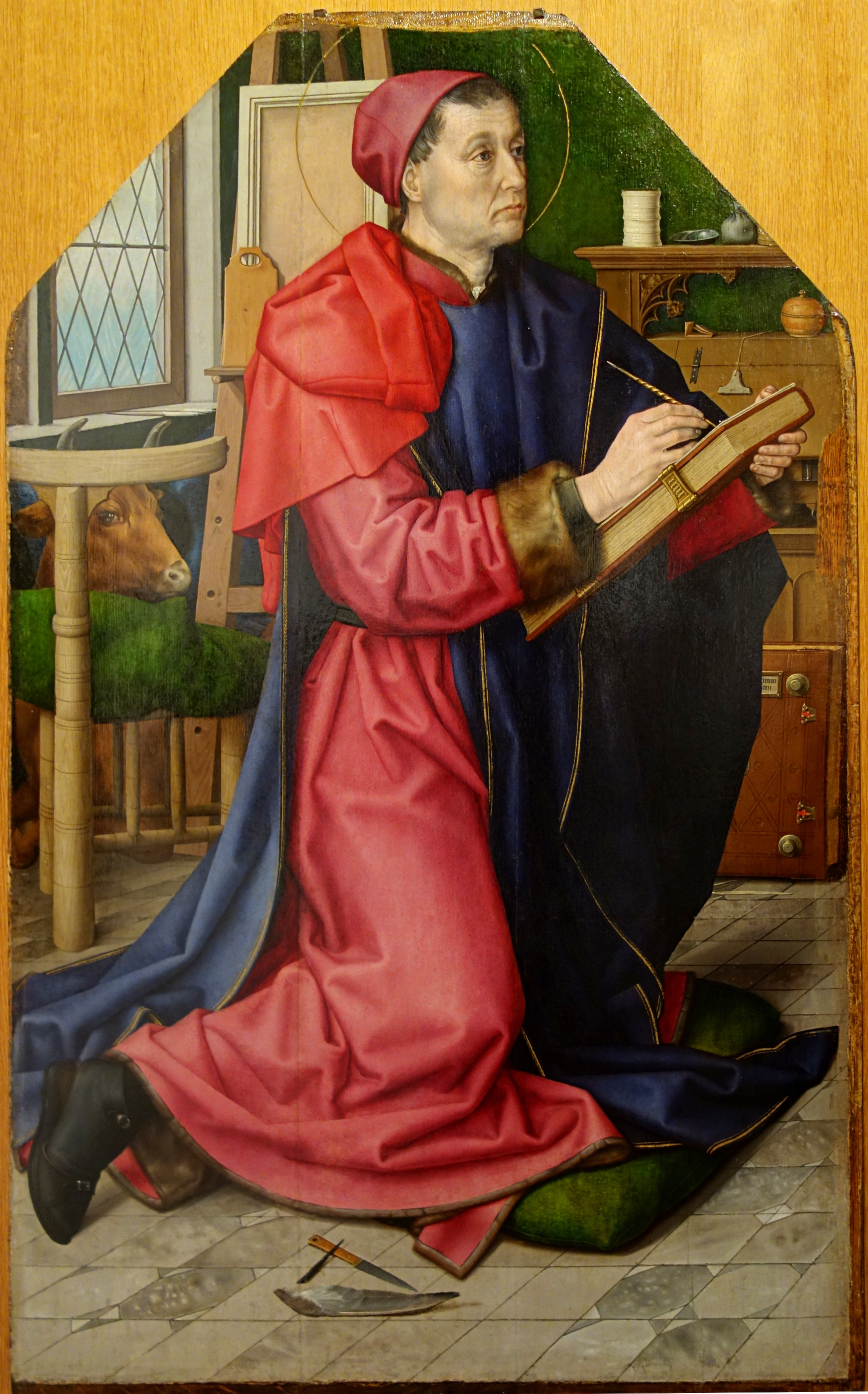
Hugo van der Goes, San Luca ritrae la Vergine, 1480 circa
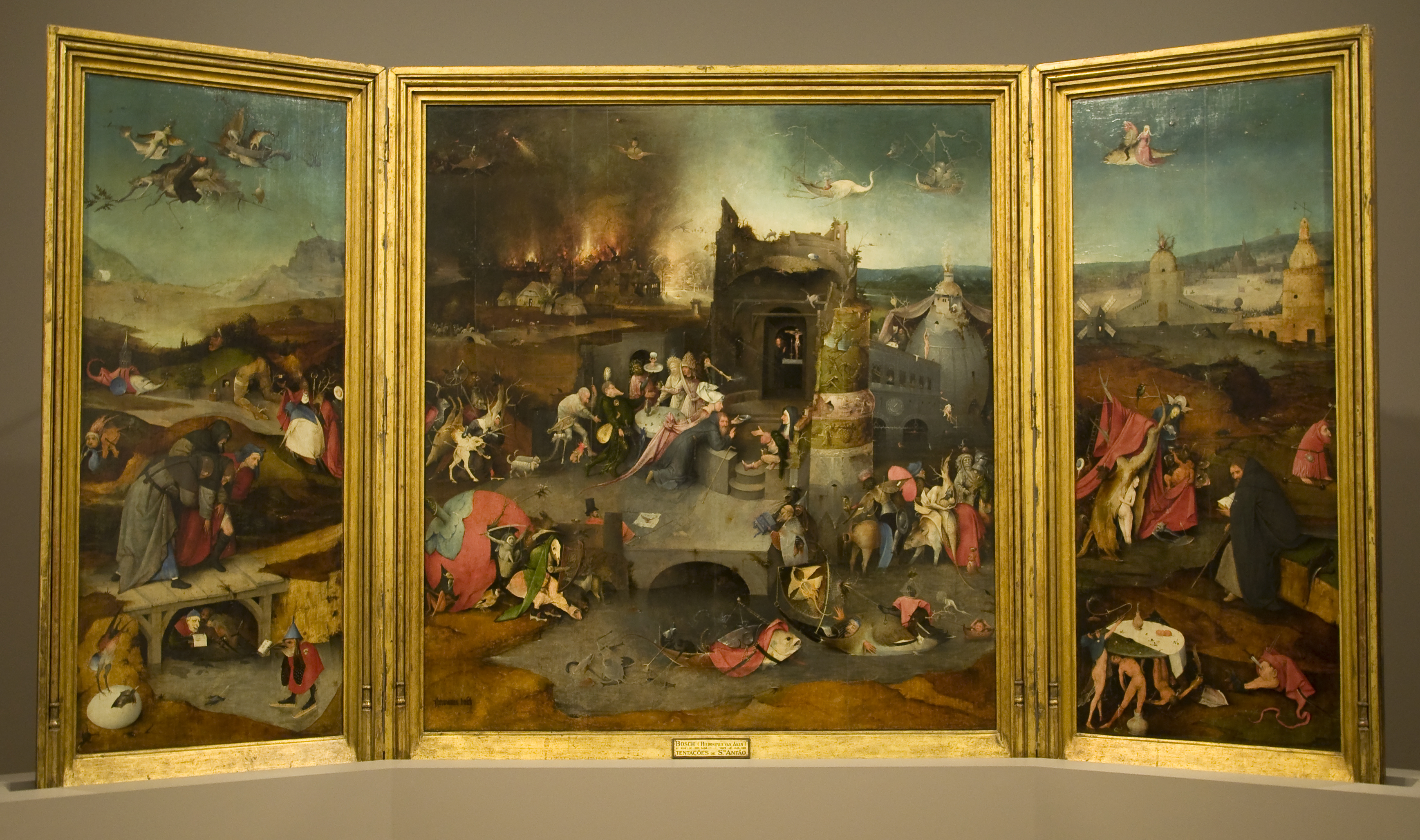
Hieronymus Bosch, Trittico delle Tentazioni di sant'Antonio, 1505-1506
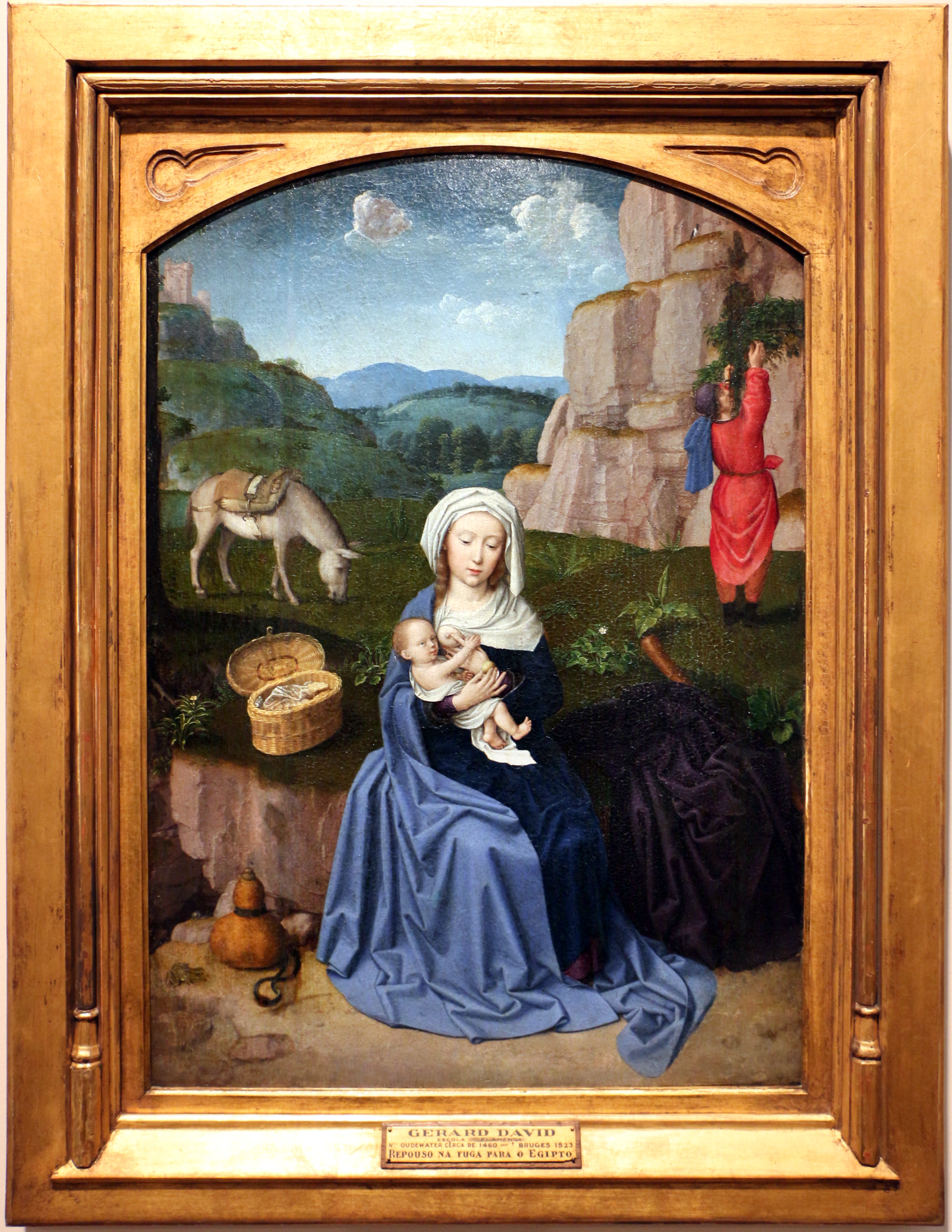
Gerard David, Riposo durante la fuga in Egitto, 1501-1520
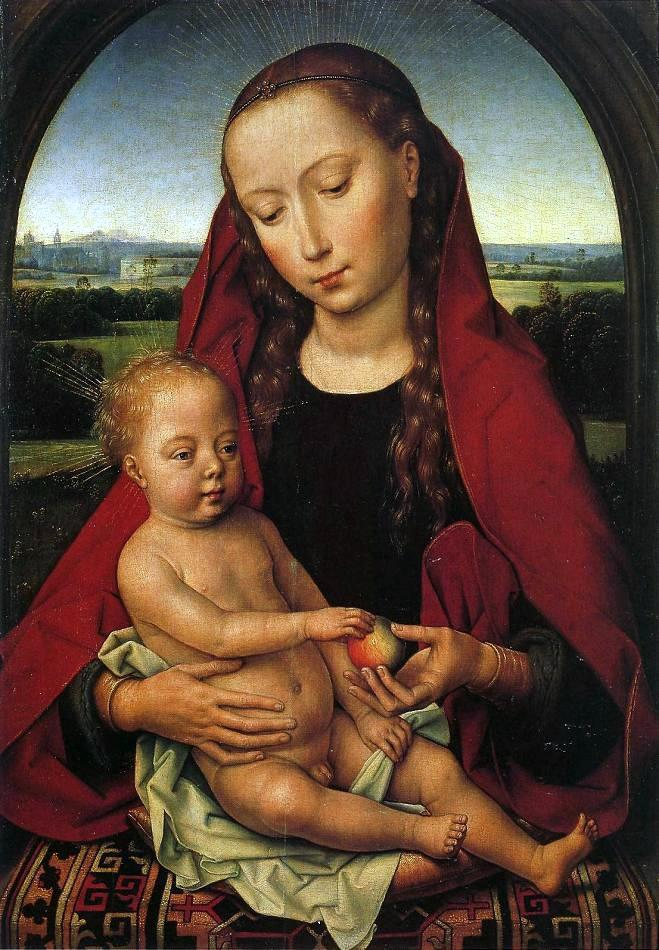
Hans Memling, Madonna col Bambino, 1485 circa

### Arte africana

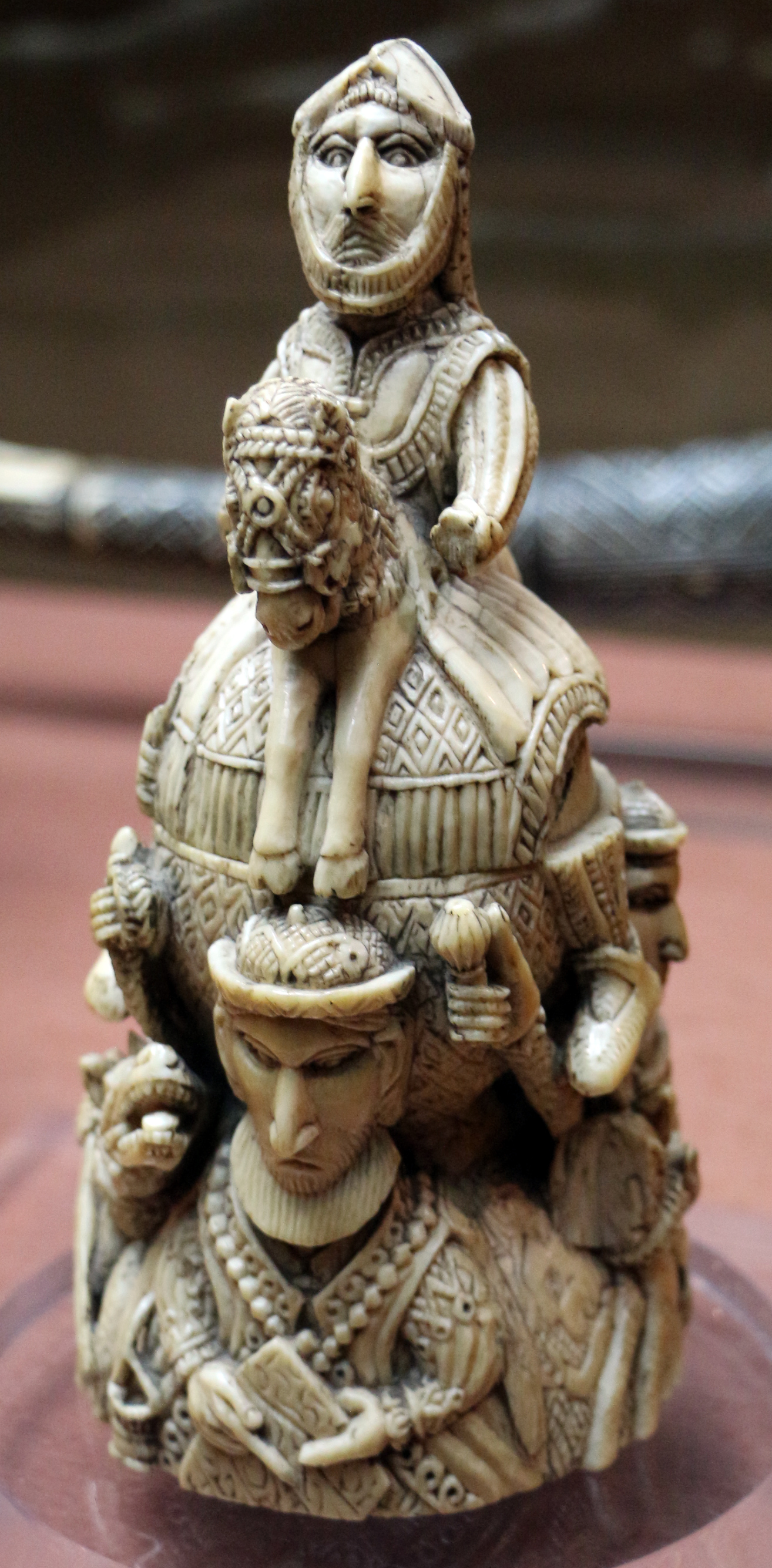
Saliera in avorio, XVI secolo, regno del Benin
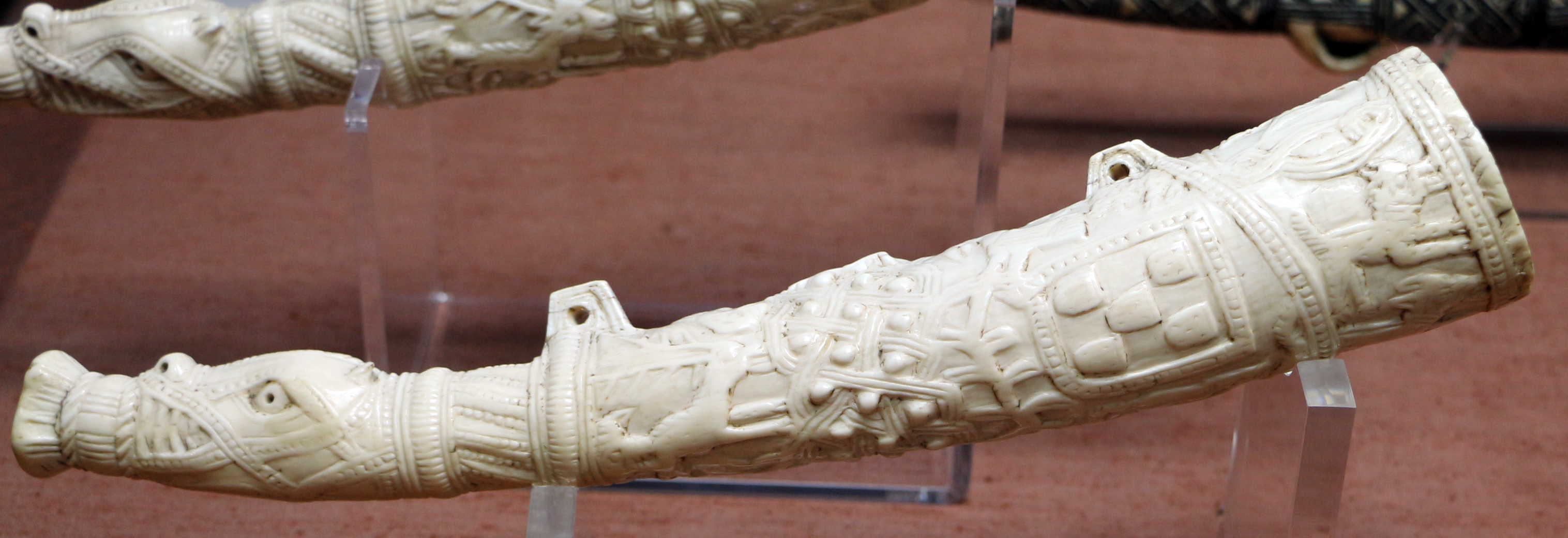
Corno in avorio del XVI secolo, proveniente dall'odierna Sierra Leone

### Arte indiana

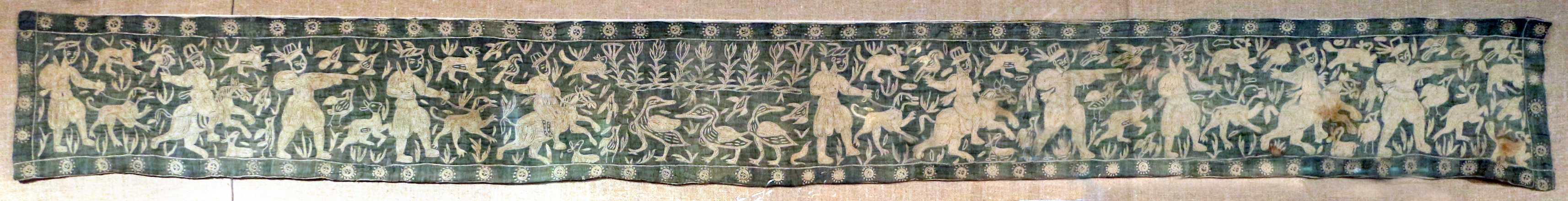
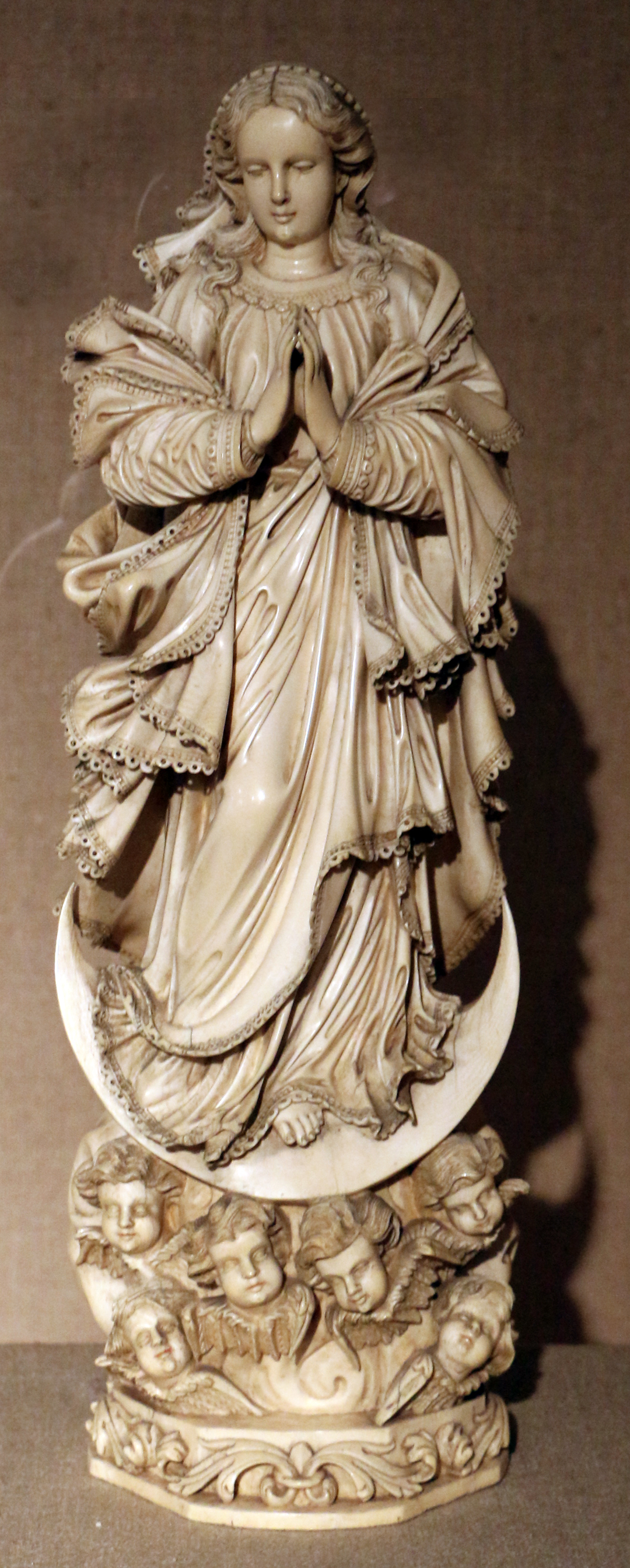
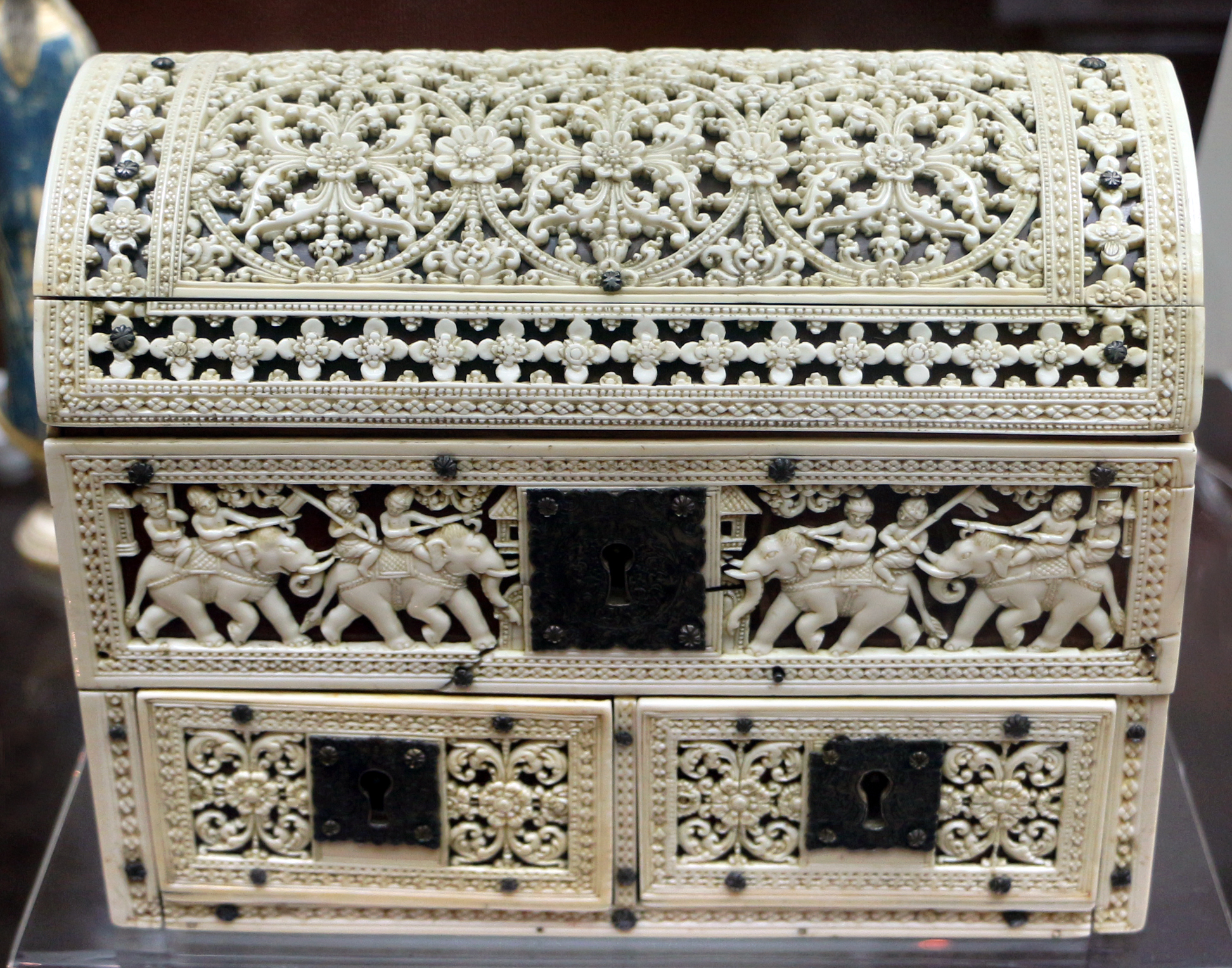
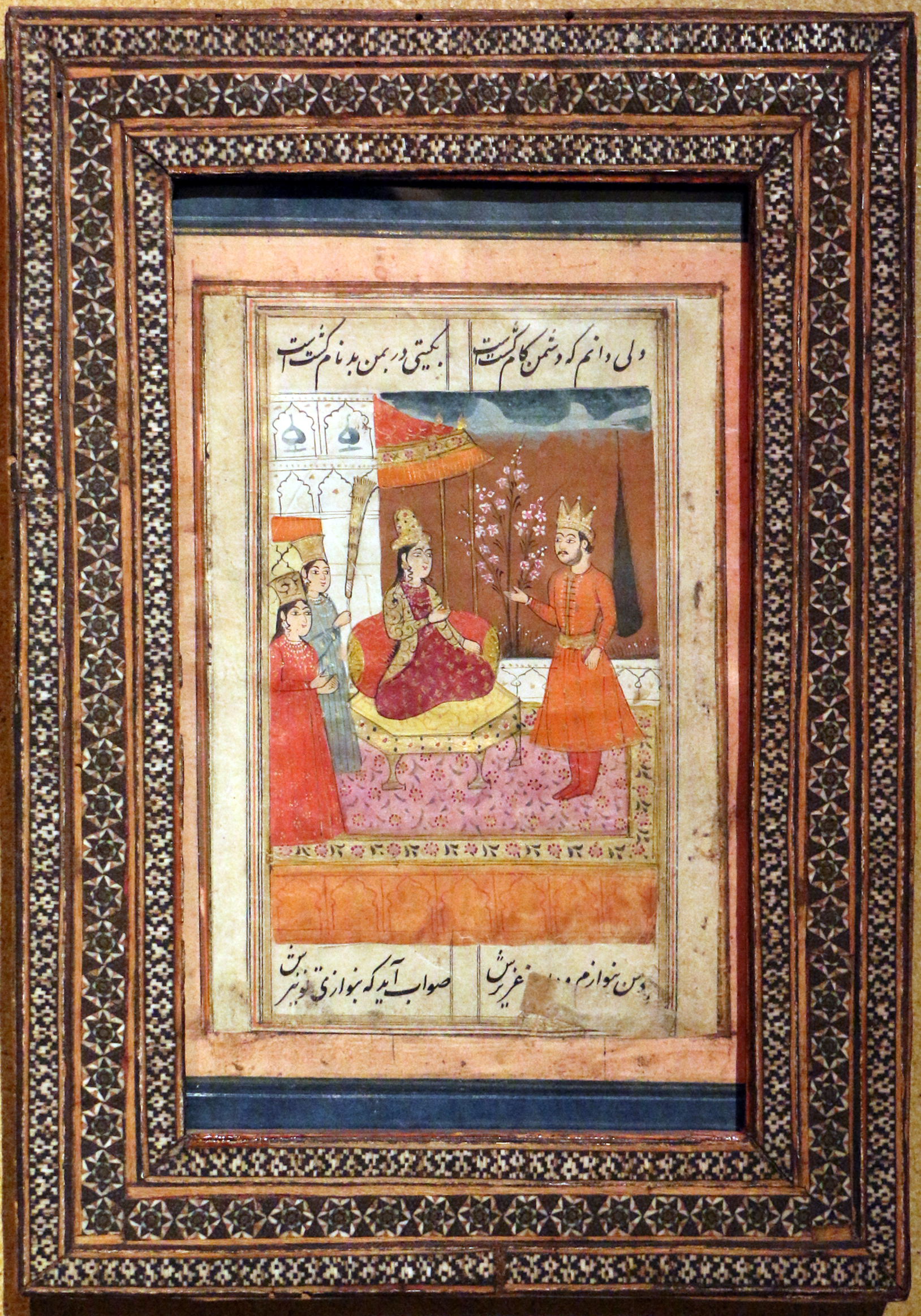
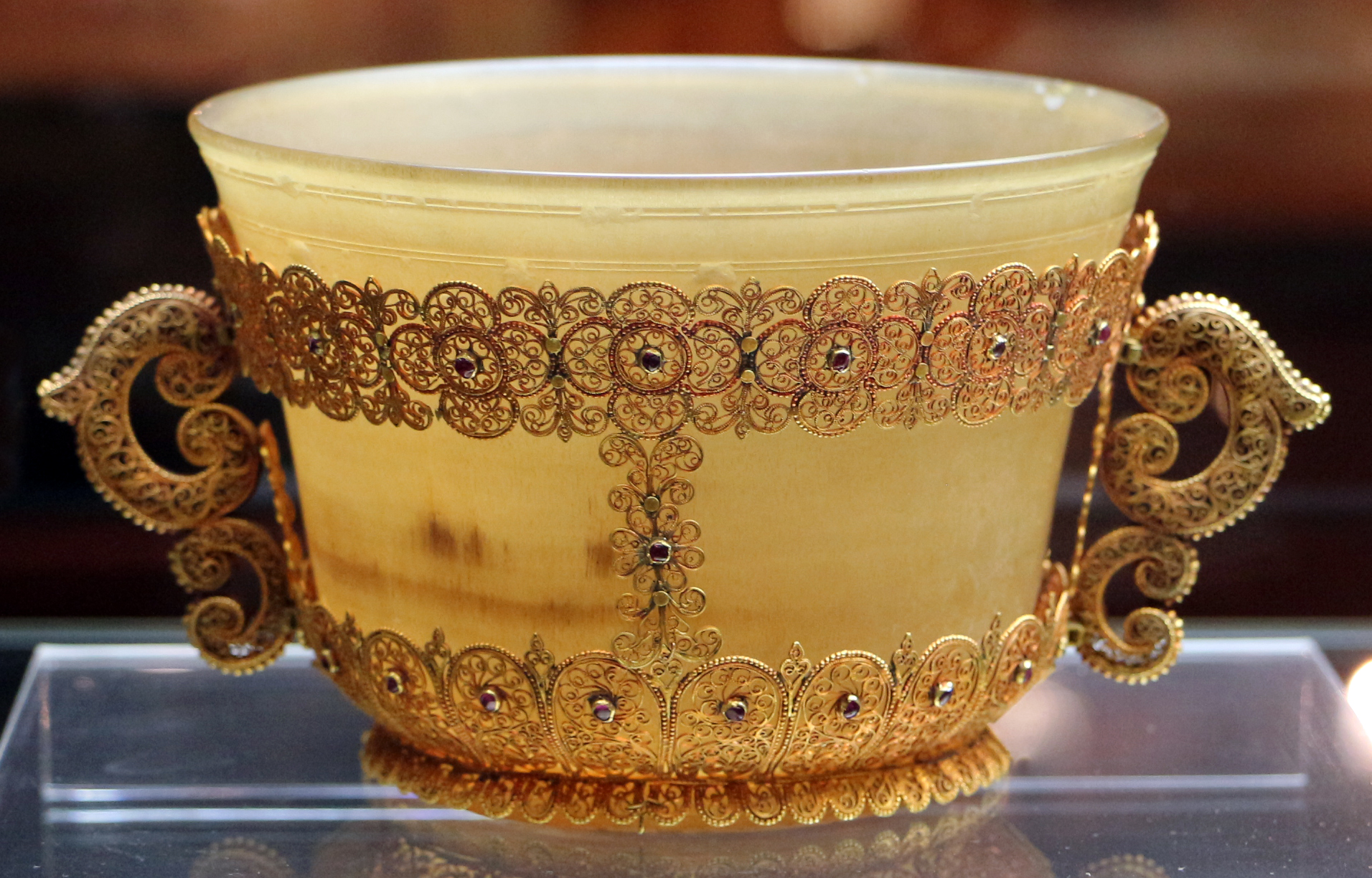
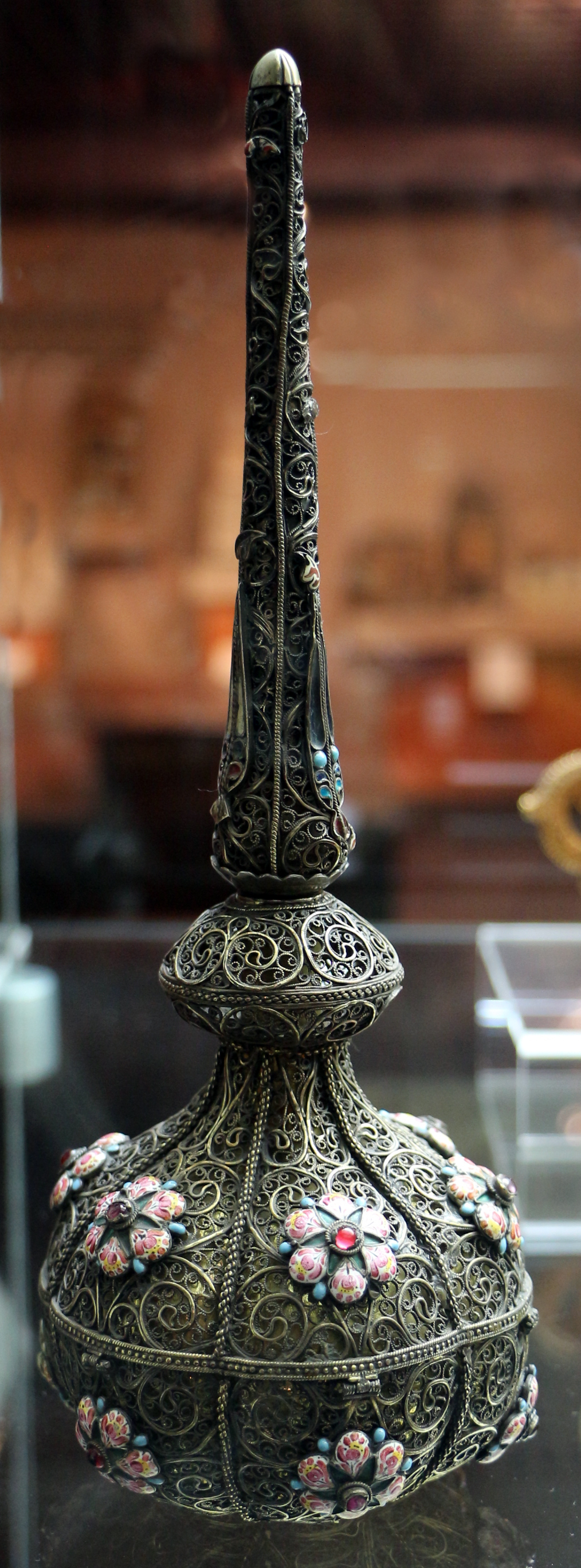
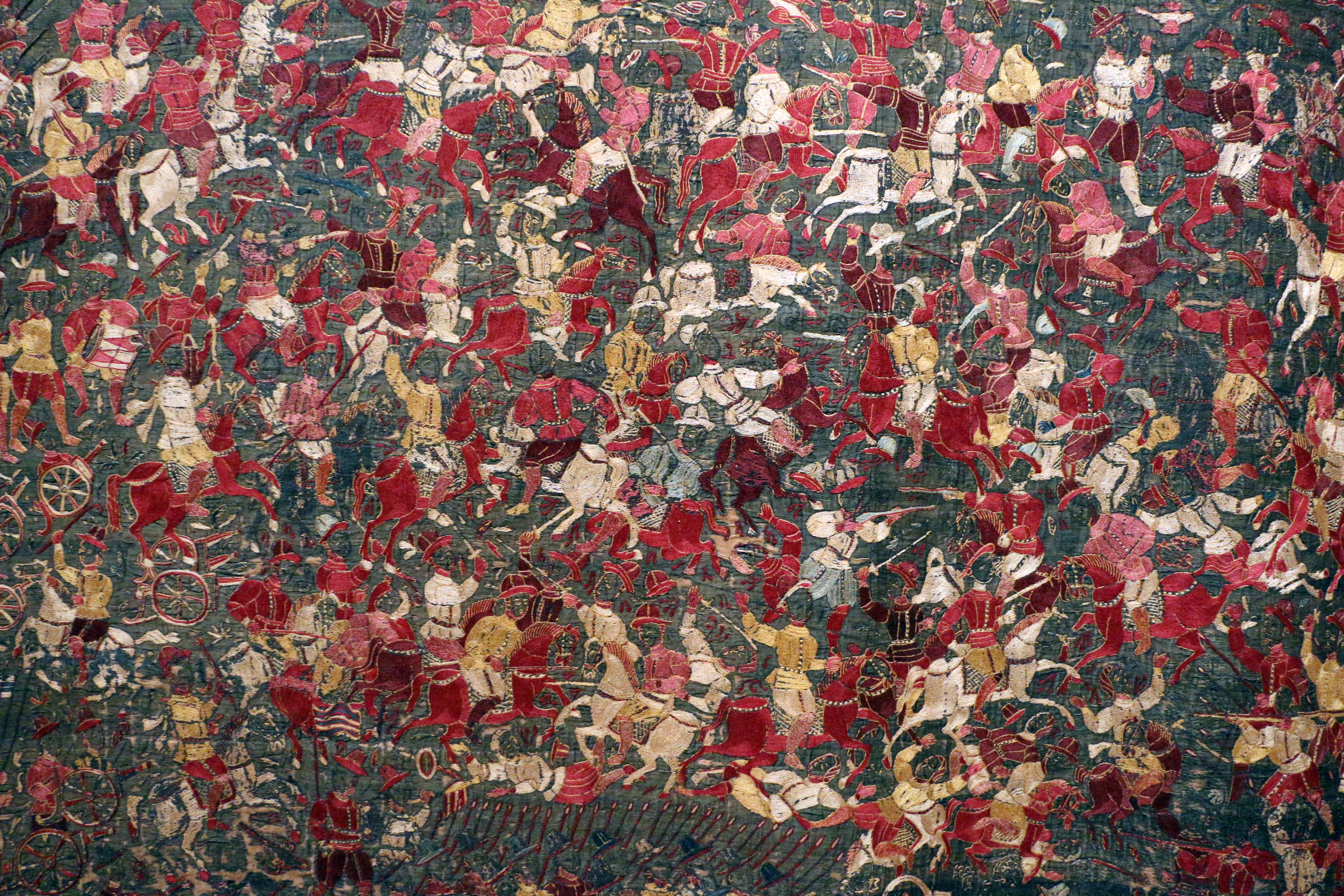
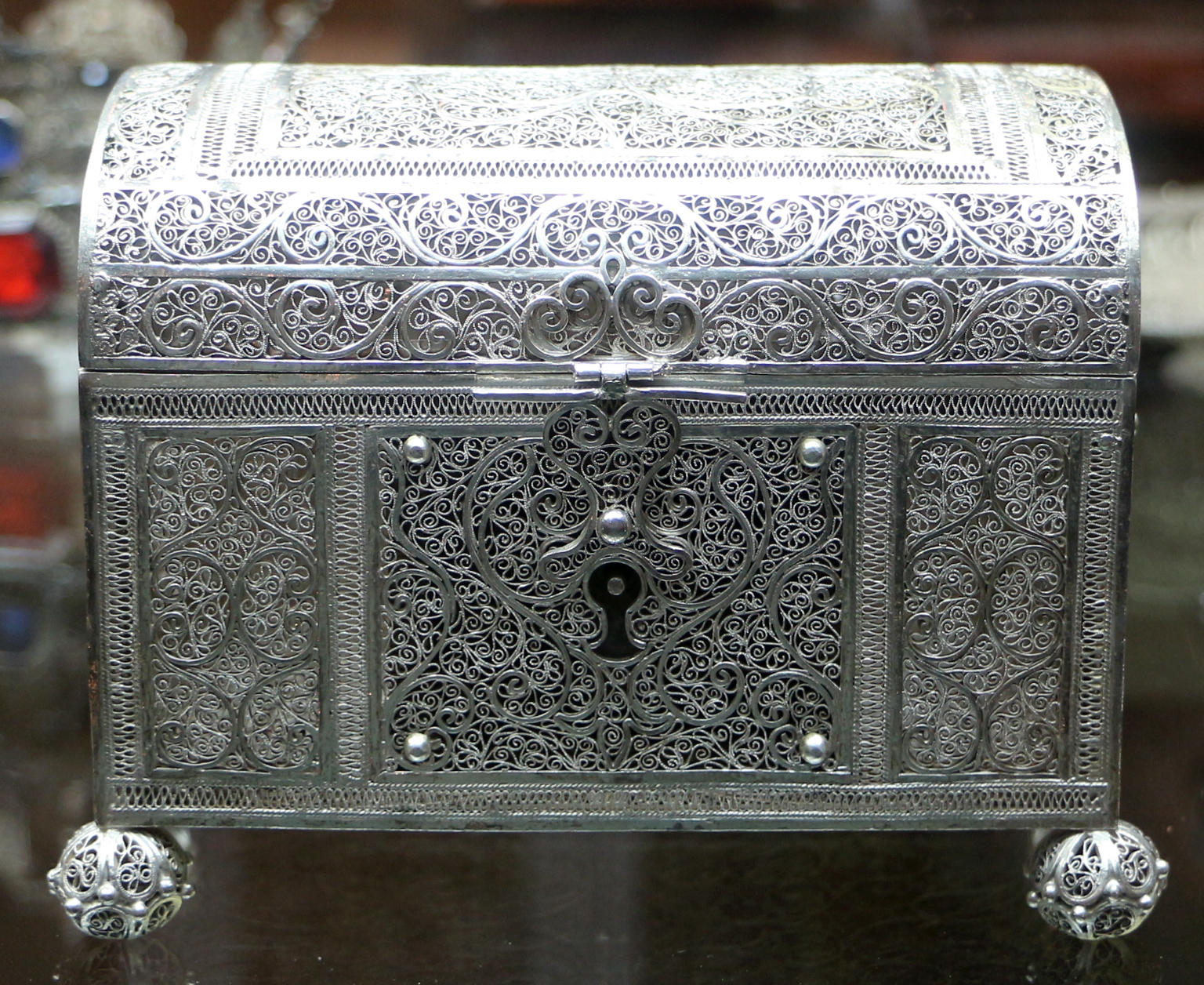
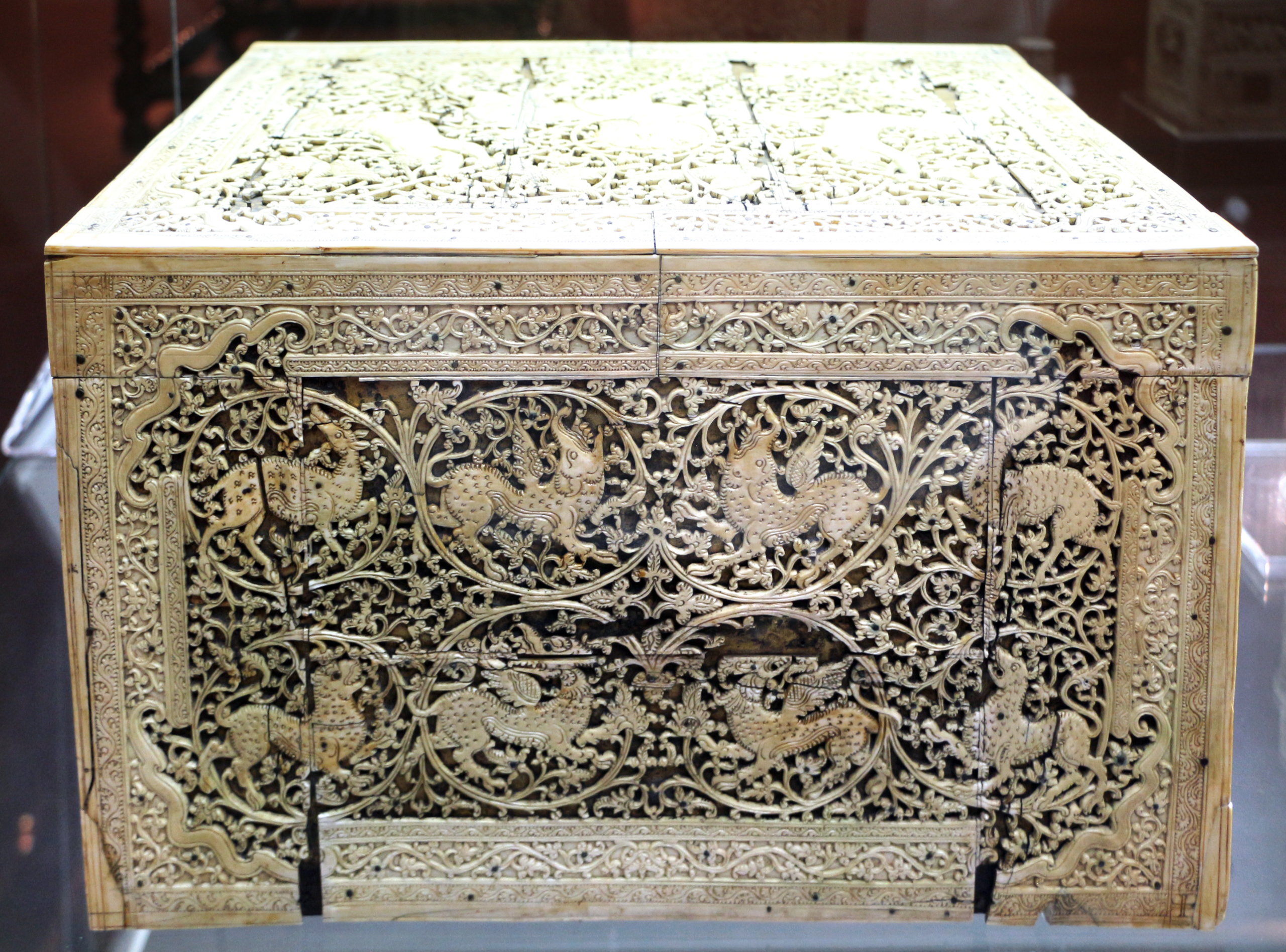

### Arte nanban

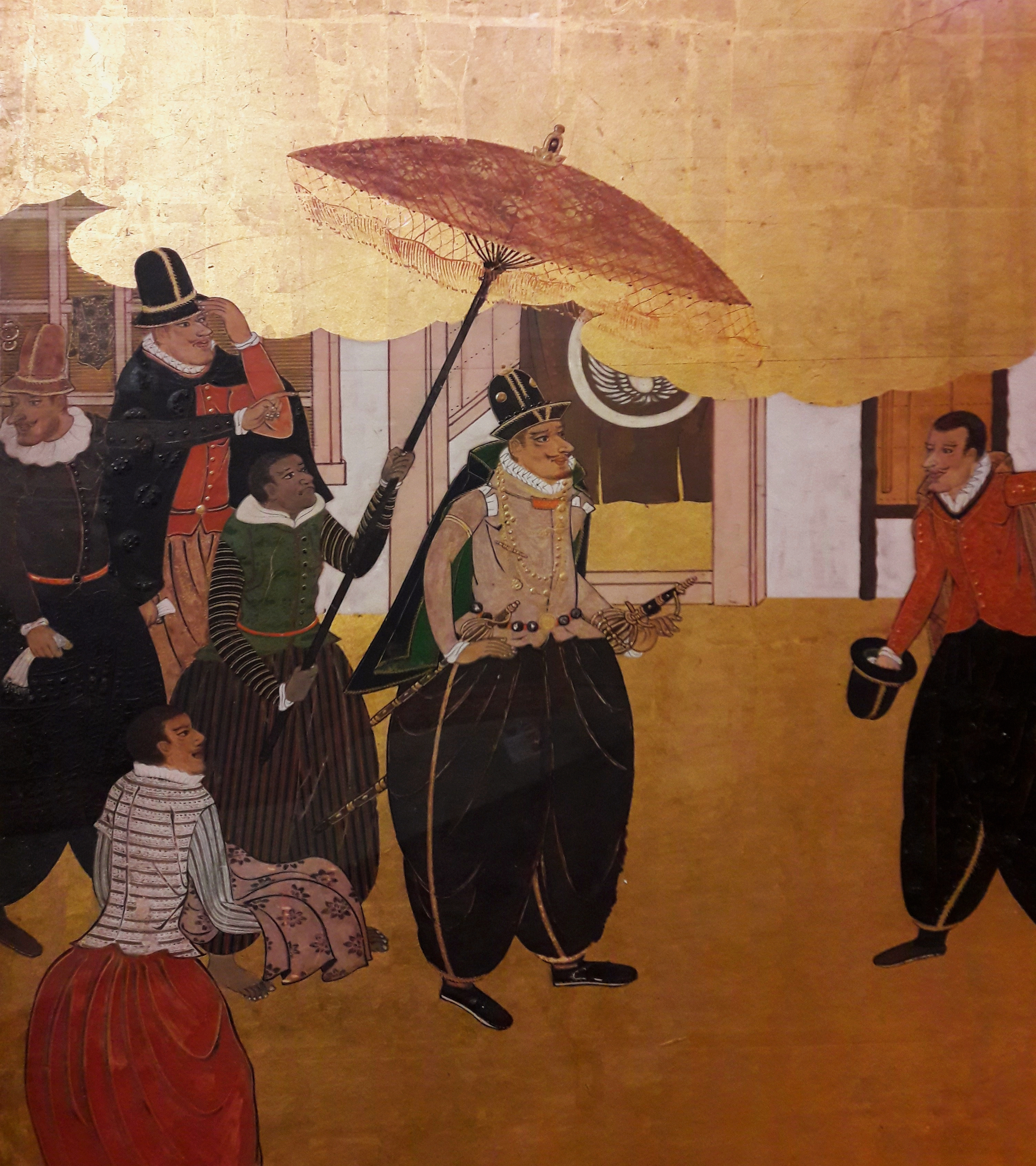
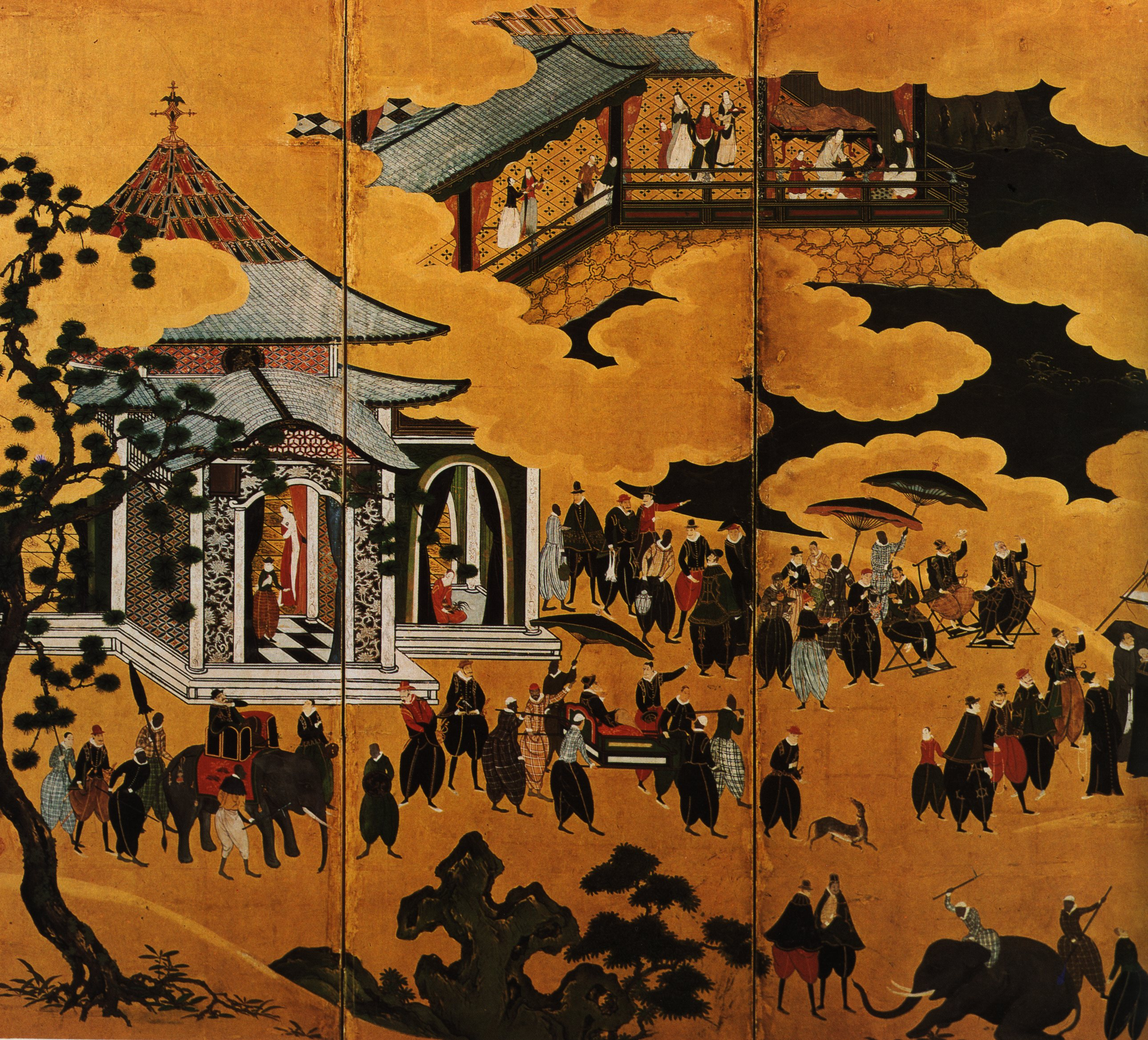
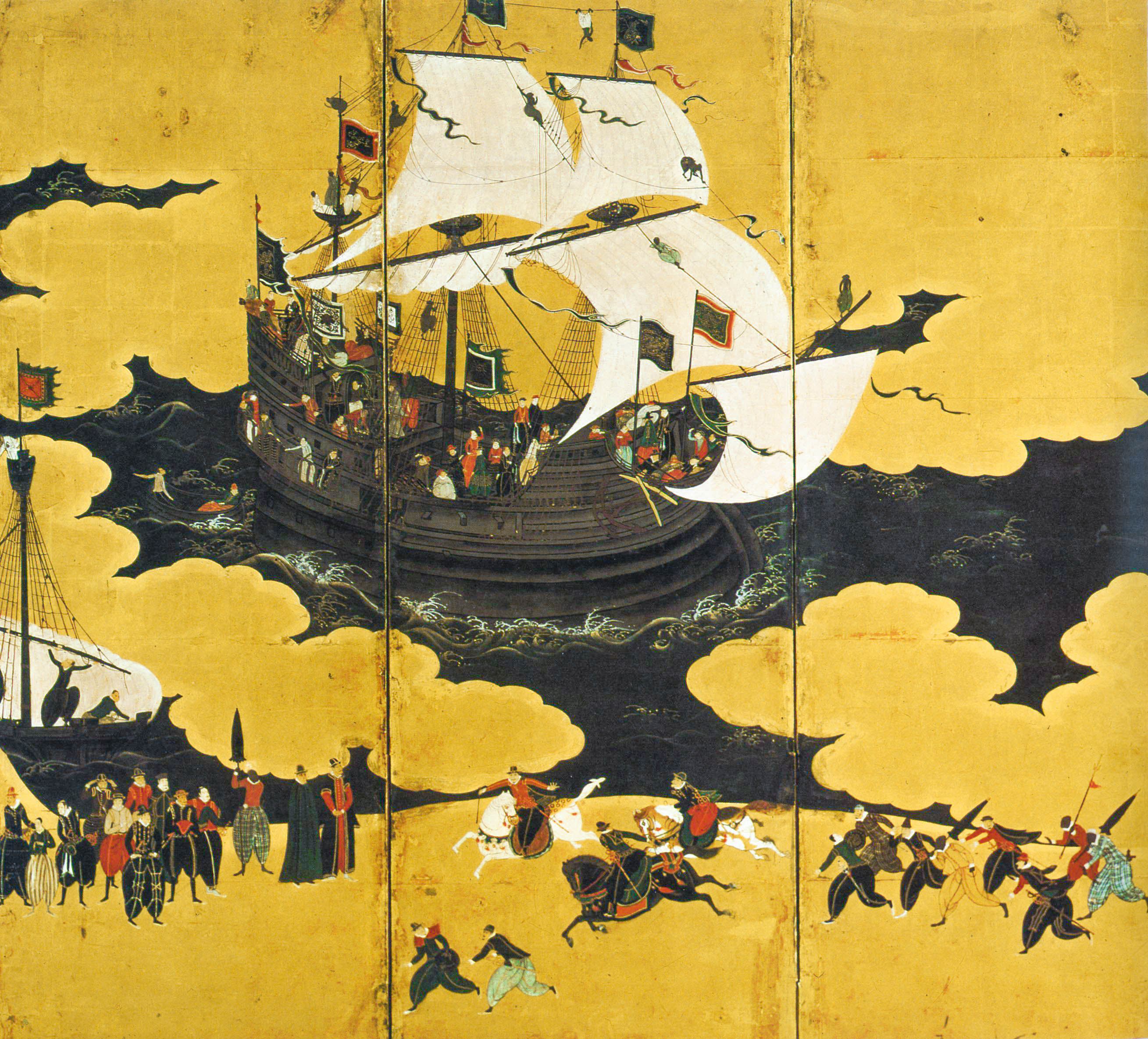
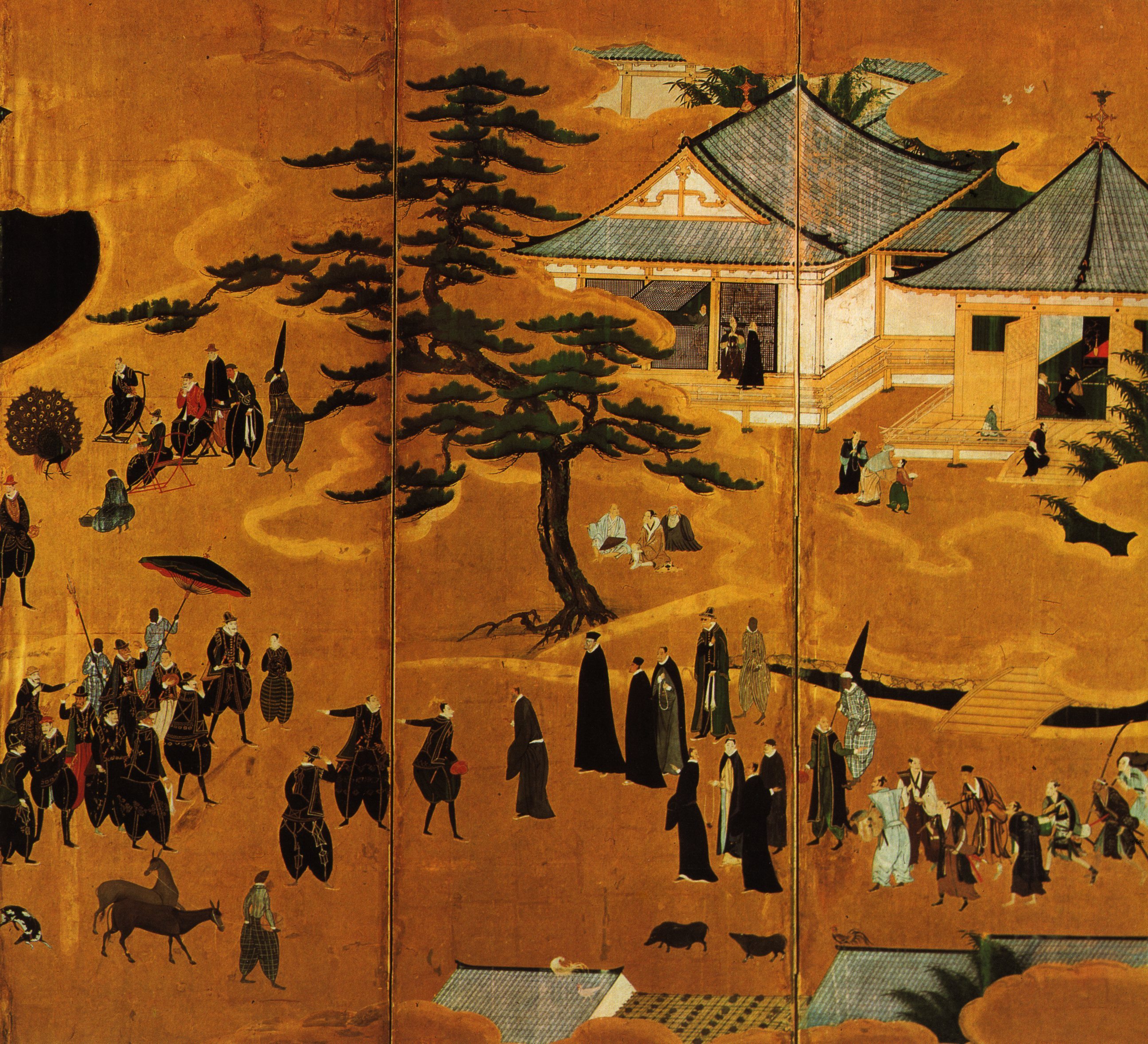
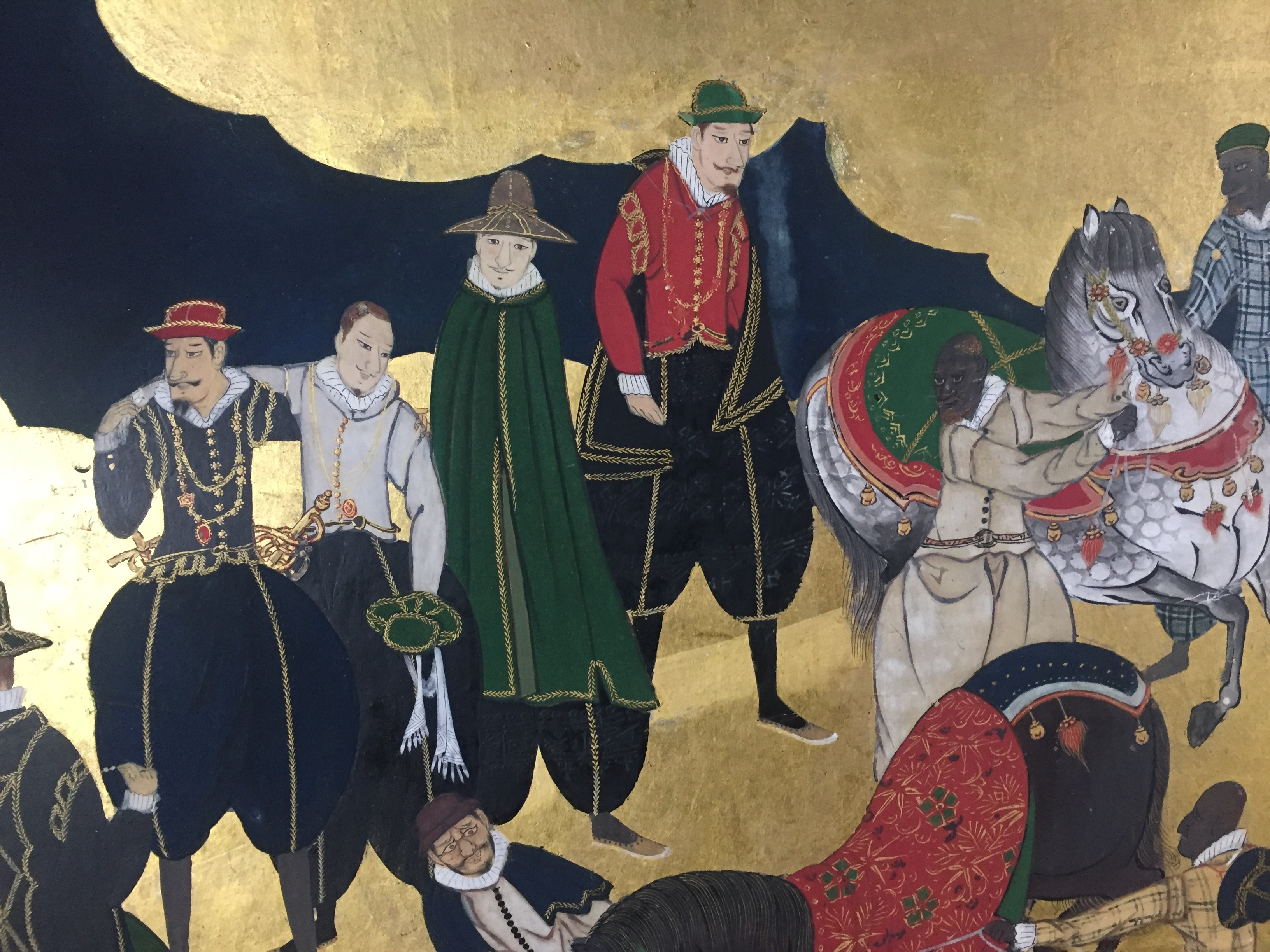
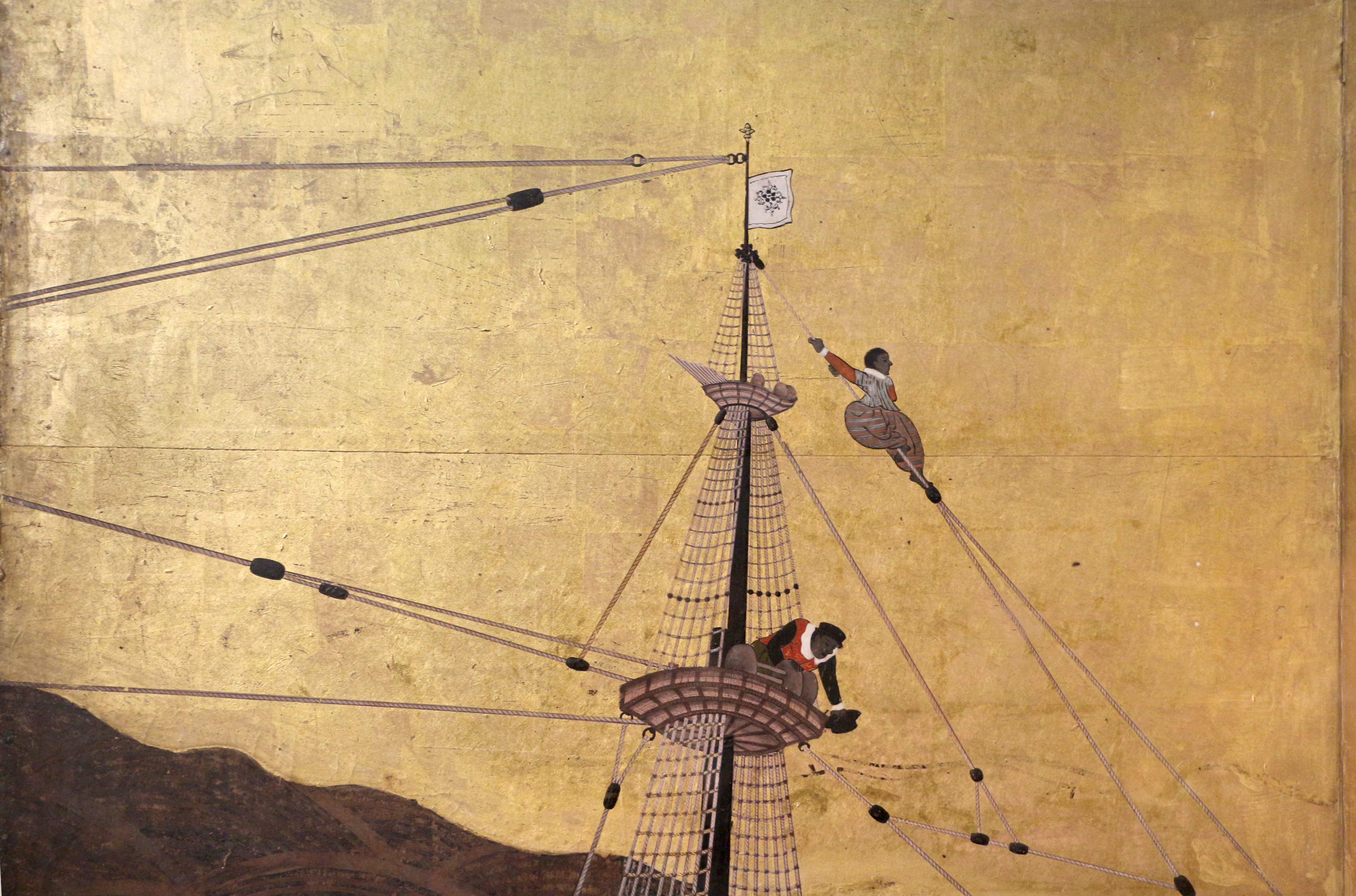
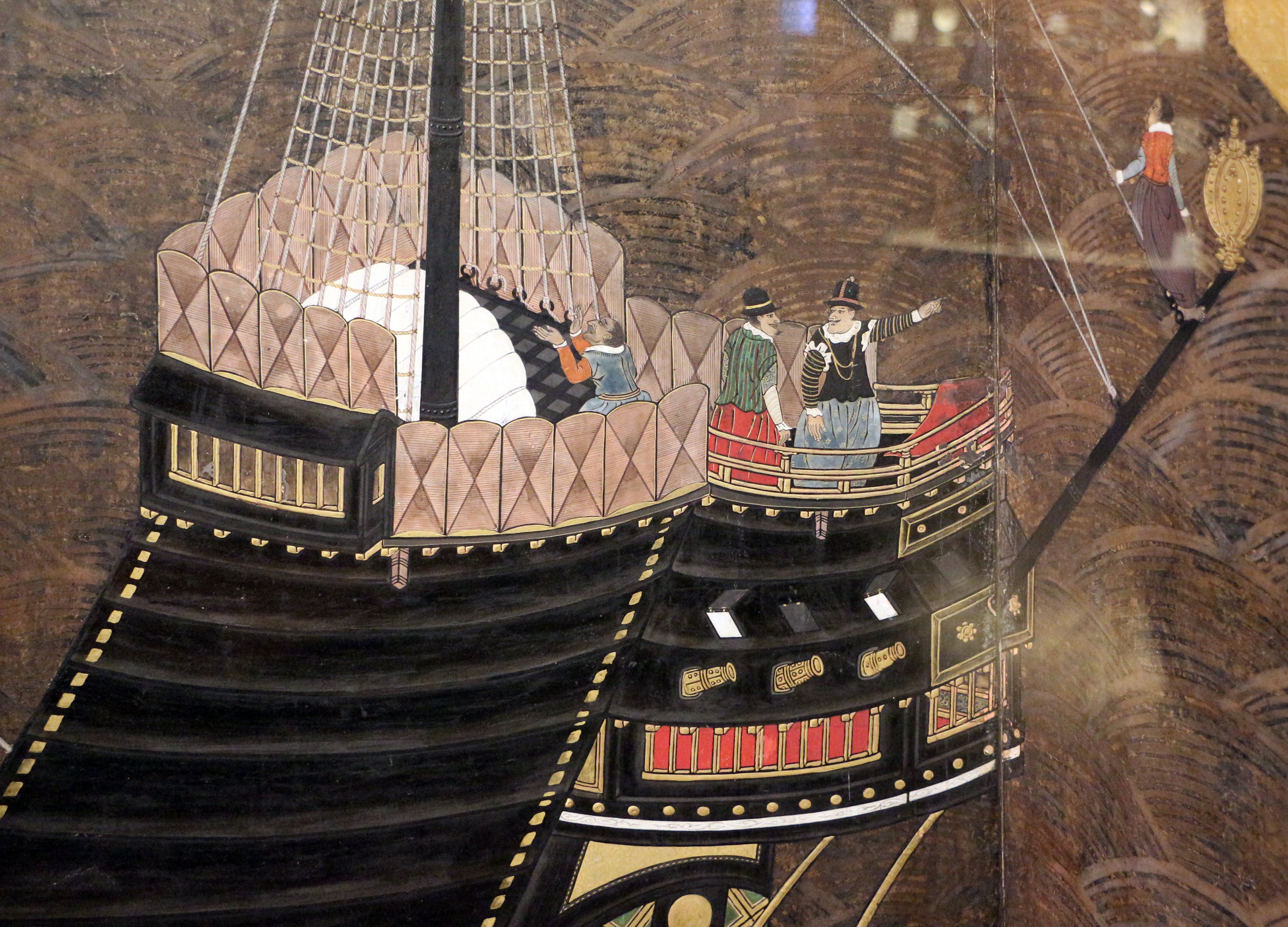
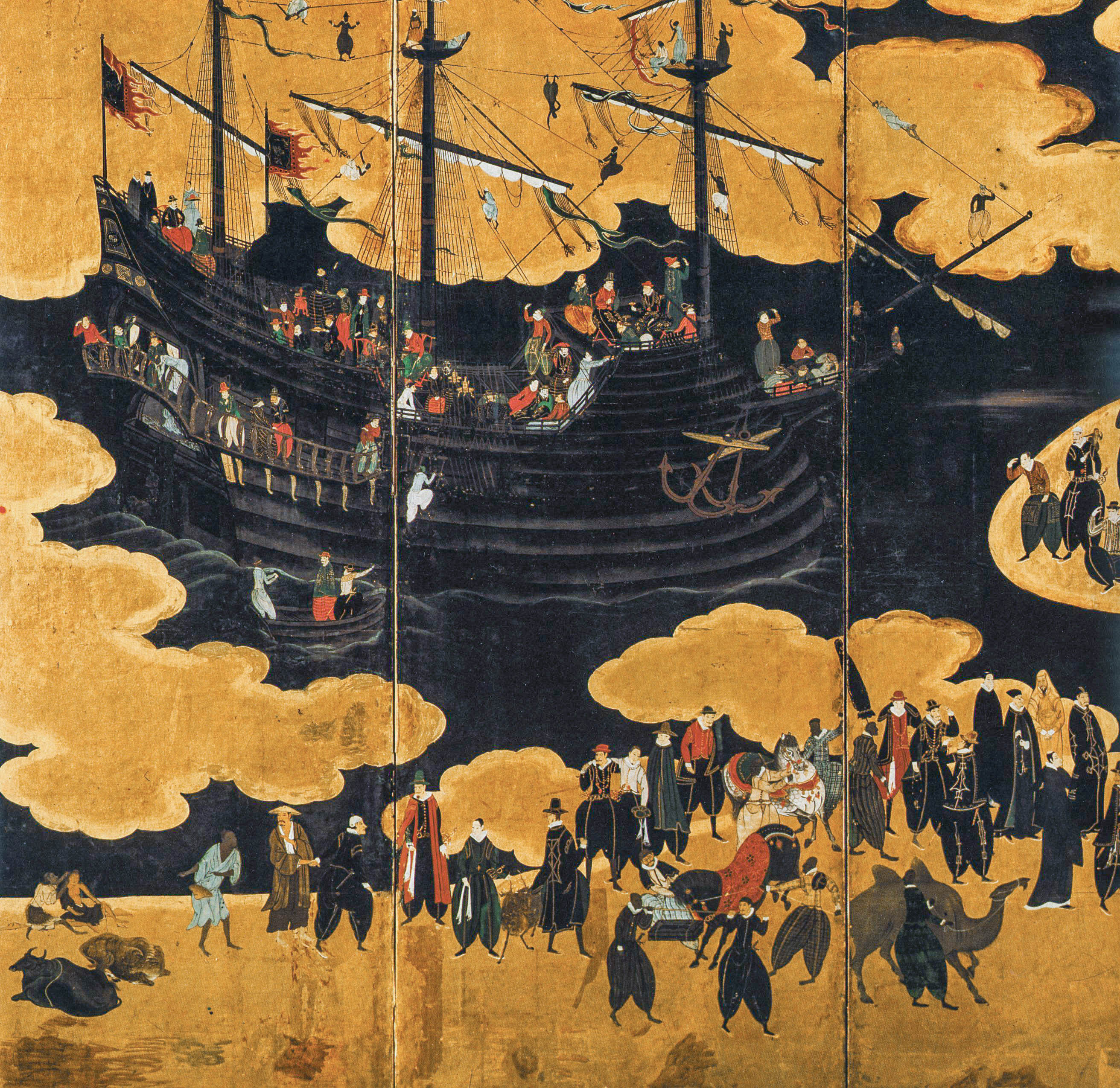